# Piazza De Ferrari
Piazza De Ferrari (in genovese Ciàssa De Feræ o De Ferâri) è la principale piazza di Genova. Situata nel pieno centro della città - e in particolare presso l'antico sestiere di Portoria - ne rappresenta il fulcro commerciale, finanziario ed economico, oltre a essere principale punto di riferimento in occasione degli eventi più importanti della vita cittadina.

## Descrizione

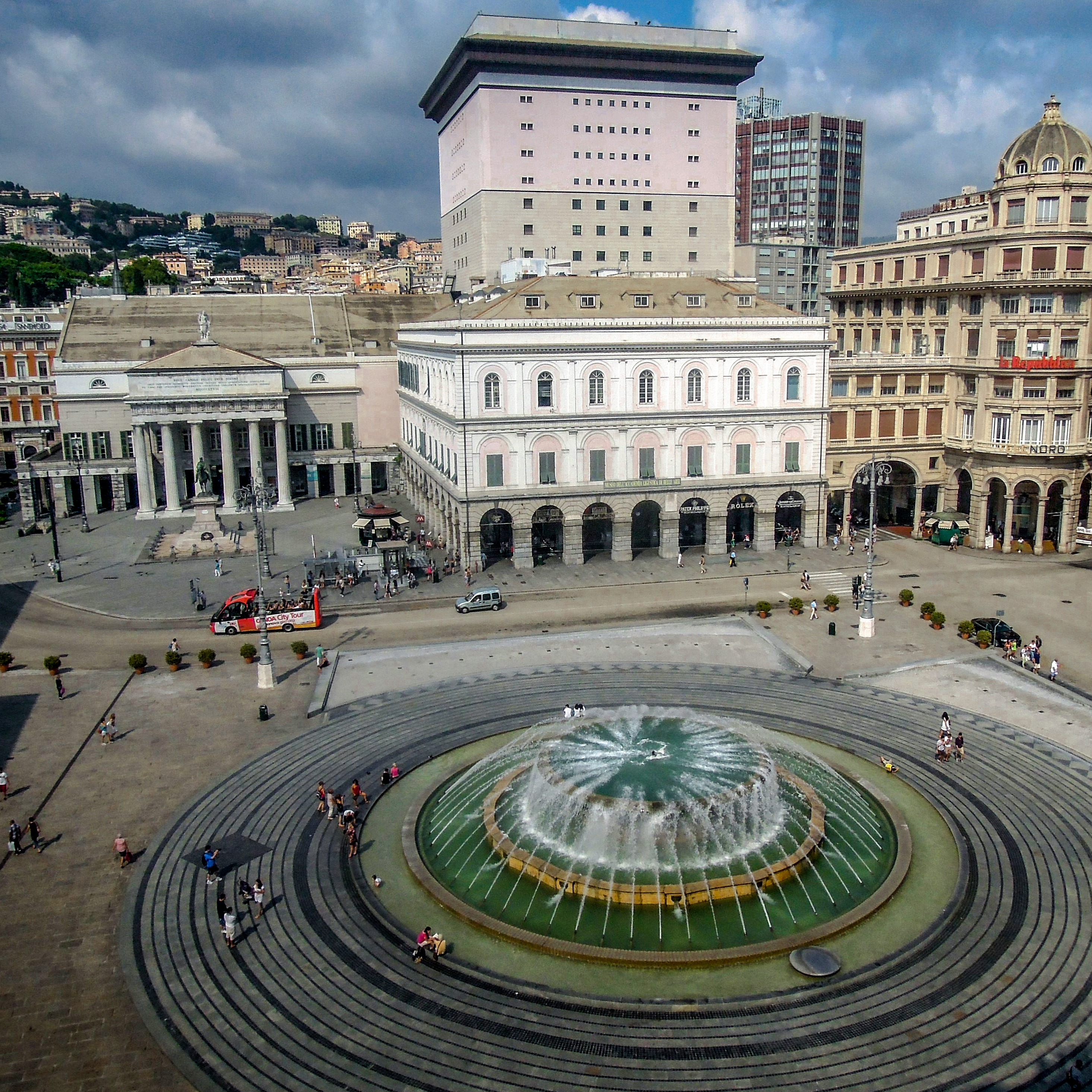
Il lato di piazza De Ferrari verso il teatro Carlo Felice e il palazzo dell'Accademia ligustica di belle arti

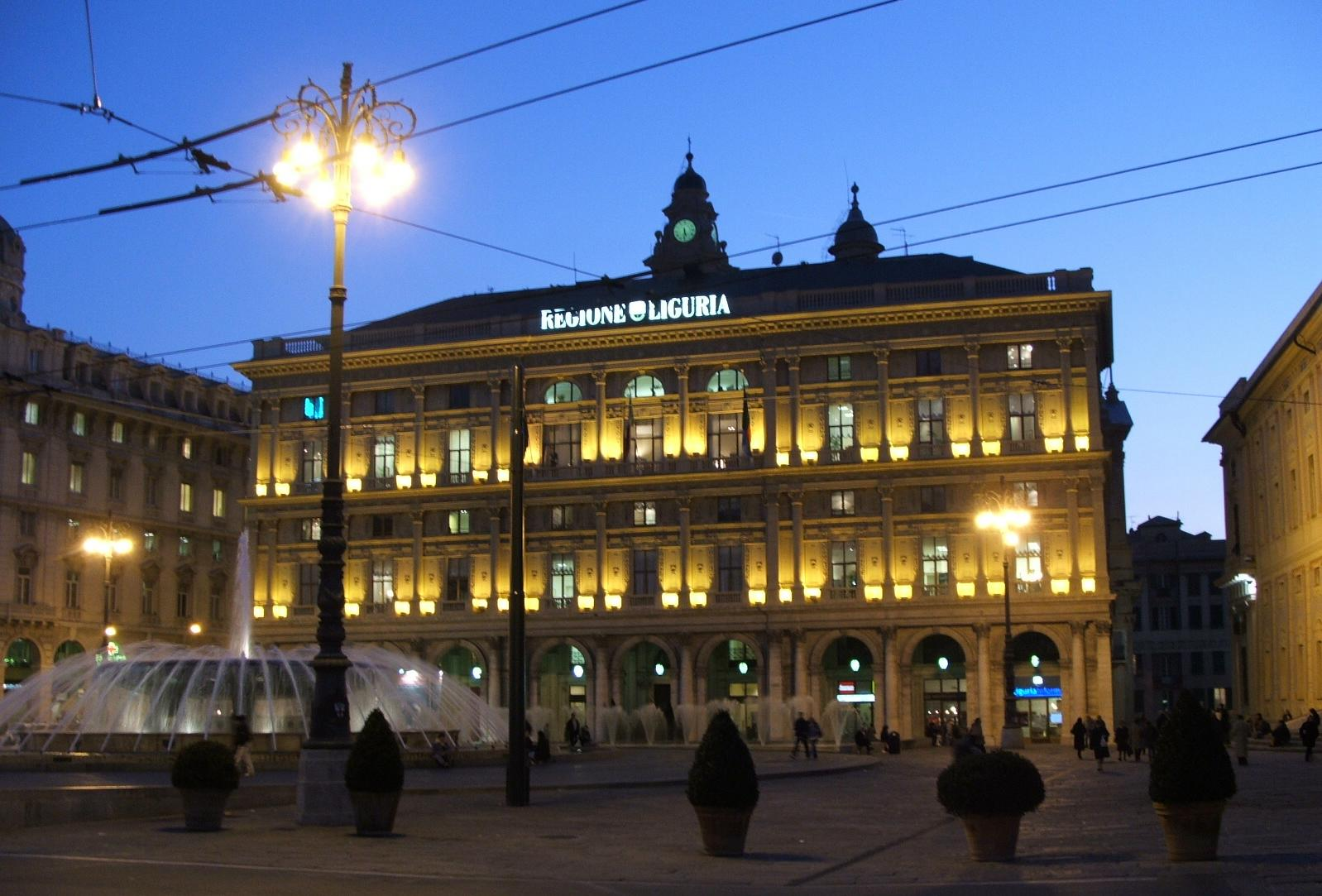
Piazza De Ferrari verso sera, con scorcio del Sestiere del Molo in fondo a destra, tra Palazzo della Regione Liguria (a sinistra) e Palazzo Ducale (a destra)

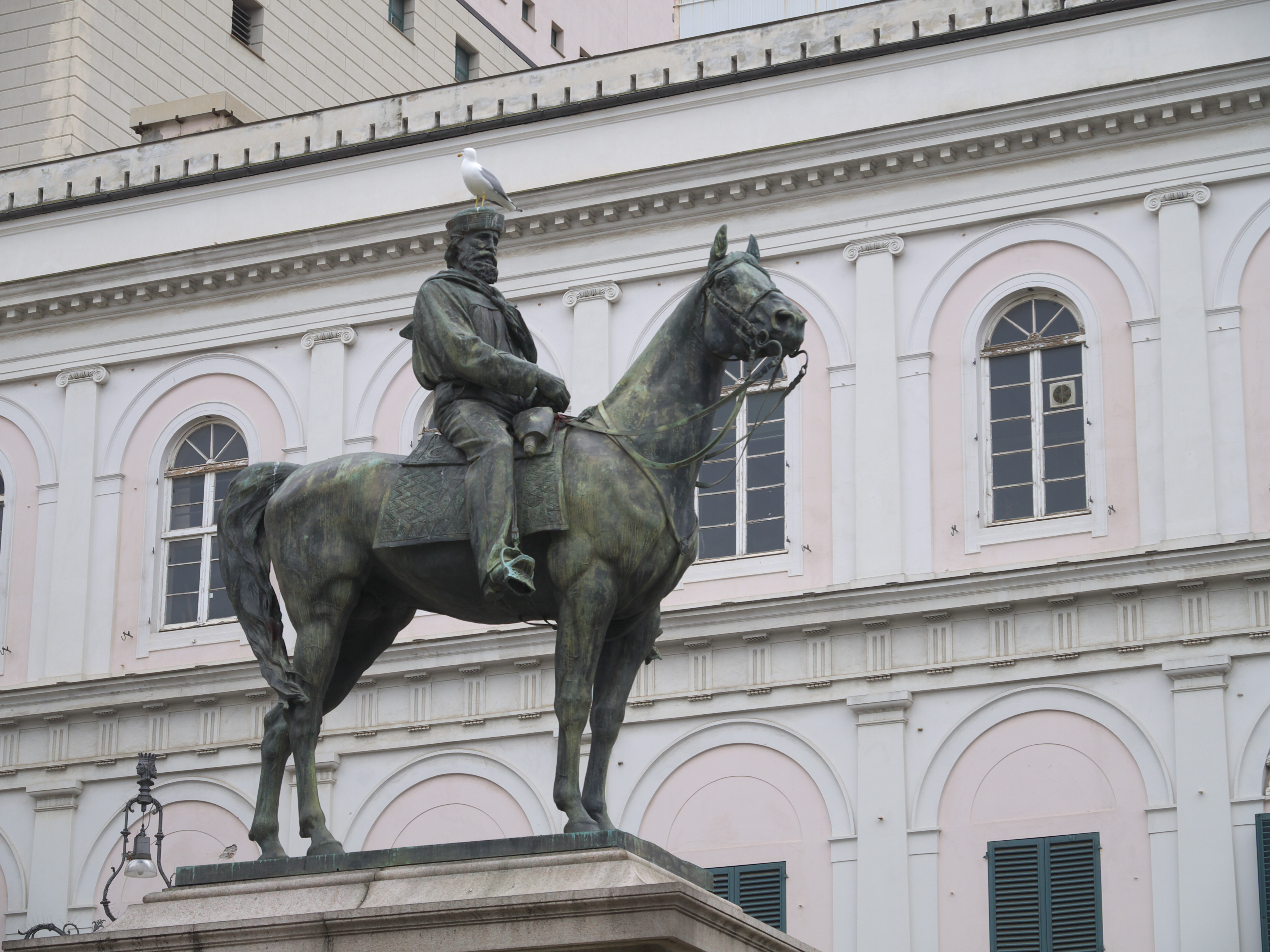
La statua equestre di Giuseppe Garibaldi: inaugurata nel 1893, fu realizzata dallo scultore Augusto Rivalta (1837-1925)

Piazza De Ferrari è uno dei luoghi simbolici della città di Genova, oltre che fulcro urbanistico del moderno centro cittadino. Da essa si ramificano alcune delle principali arterie viarie, fra le quali via XX Settembre, via Dante e via San Lorenzo, oltre ad essere in diretta connessione coi caruggi di Genova. La piazza, intitolata dal 1877 a Raffaele De Ferrari, duca di Galliera, uomo politico e banchiere, ha una forma irregolare, dovuta a successivi interventi urbanistici, che hanno determinato l'accorpamento di due aree contigue, urbanisticamente differenziate, come evidenziato anche dai diversi stili architettonici degli edifici. Occupa una superficie complessiva di circa 11.000 m².
L'aspetto attuale della piazza prende forma nei primi due decenni del Novecento, con la realizzazione delle tre vie che vi convergono da levante, via XX Settembre (1892-1901), via Dante e via Petrarca (1901-1915), e dei quattro grandi palazzi in stile eclettico, sedi di aziende e istituzioni, edificati tra il 1899 e il 1923 nell'area ottenuta dallo sbancamento del colle di S. Andrea. A questi si contrappone, sul lato opposto, il profilo neoclassico degli edifici realizzati nella prima metà dell'Ottocento da Carlo Barabino in quella che era l'antica piazza San Domenico: il teatro Carlo Felice (1827) e il Palazzo dell'Accademia ligustica di belle arti (1831).
Infine, sul lato della piazza rivolto verso il centro storico si affacciano il prospetto laterale del Palazzo Ducale ed altri due storici palazzi, risalenti al XVI secolo ma rimaneggiati nell'Ottocento.
Verso ponente, a fianco del teatro Carlo Felice, si aprono altre due importanti arterie: leggermente in salita, in direzione di piazza Corvetto, l'elegante via Roma, ricca di negozi e boutique, affiancata dalla galleria Mazzini e, in leggera discesa, con sbocco in Piazza delle Fontane Marose, la via XXV Aprile, un tempo intitolata al re Carlo Felice.
Nello spazio antistante il teatro, dov'era un tempo la facciata della chiesa di S. Domenico, si trova la statua equestre di Giuseppe Garibaldi, opera dello scultore Augusto Rivalta (1893).
Al centro della piazza dal 1936 è collocata la grande fontana in bronzo, disegnata dall'architetto Giuseppe Crosa di Vergagni e divenuta ben presto, assieme alla Lanterna, uno dei principali simboli cittadini.
Dai primi anni del Novecento la piazza è il punto di riferimento per misurare le distanze di altre città e località da Genova. Benché non sia la piazza più grande del centro di Genova, è comunque il principale punto di riferimento per eventi sociali e culturali, quali comizi politici e manifestazioni sindacali e studentesche, concerti rock, spettacoli di danza e di teatro.
In alcune di queste occasioni si è trovata anche al centro di disordini, come avvenne nel giugno 1960, durante le proteste contro la convocazione a Genova del congresso del MSI, o durante il G8 del luglio 2001.
Il 27 gennaio 1979 vi si tenne una grande manifestazione in occasione dei funerali di Guido Rossa, operaio e sindacalista, assassinato dalle Brigate Rosse tre giorni prima sotto casa nel quartiere di Oregina. Alla presenza del Presidente della Repubblica Sandro Pertini, in un clima di grande tensione, parteciparono 250.000 persone; questa manifestazione segnò un punto di svolta nella lotta al terrorismo brigatista, testimoniando la grande distanza tra i gruppi eversivi e la popolazione, in particolare quella classe operaia nella quale i terroristi speravano di trovare consenso.
Fino agli anni settanta ha costituito anche il maggiore punto di aggregazione dei più giovani, prima che la movida genovese si trasferisse nella vicina piazza delle Erbe. In anni più recenti, e in occasioni non drammatiche ma festose, De Ferrari ha salutato con caroselli e con l'ormai rituale bagno nella fontana, i successi calcistici delle due principali squadre cittadine (Genoa e Sampdoria) e della nazionale azzurra, come è avvenuto dopo le vittorie ai Mondiali di Calcio del 1982 e del 2006.
La piazza, oggi quasi completamente pedonalizzata, negli anni novanta ha riacquistato l'antico splendore dopo una massiccia operazione di rifacimento architettonico, che ha riguardato principalmente la pavimentazione stradale, la fontana e il Palazzo Ducale, sulla base di un progetto di rinnovamento di Bernhard Winkler.

## Storia

### Piazza San Domenico

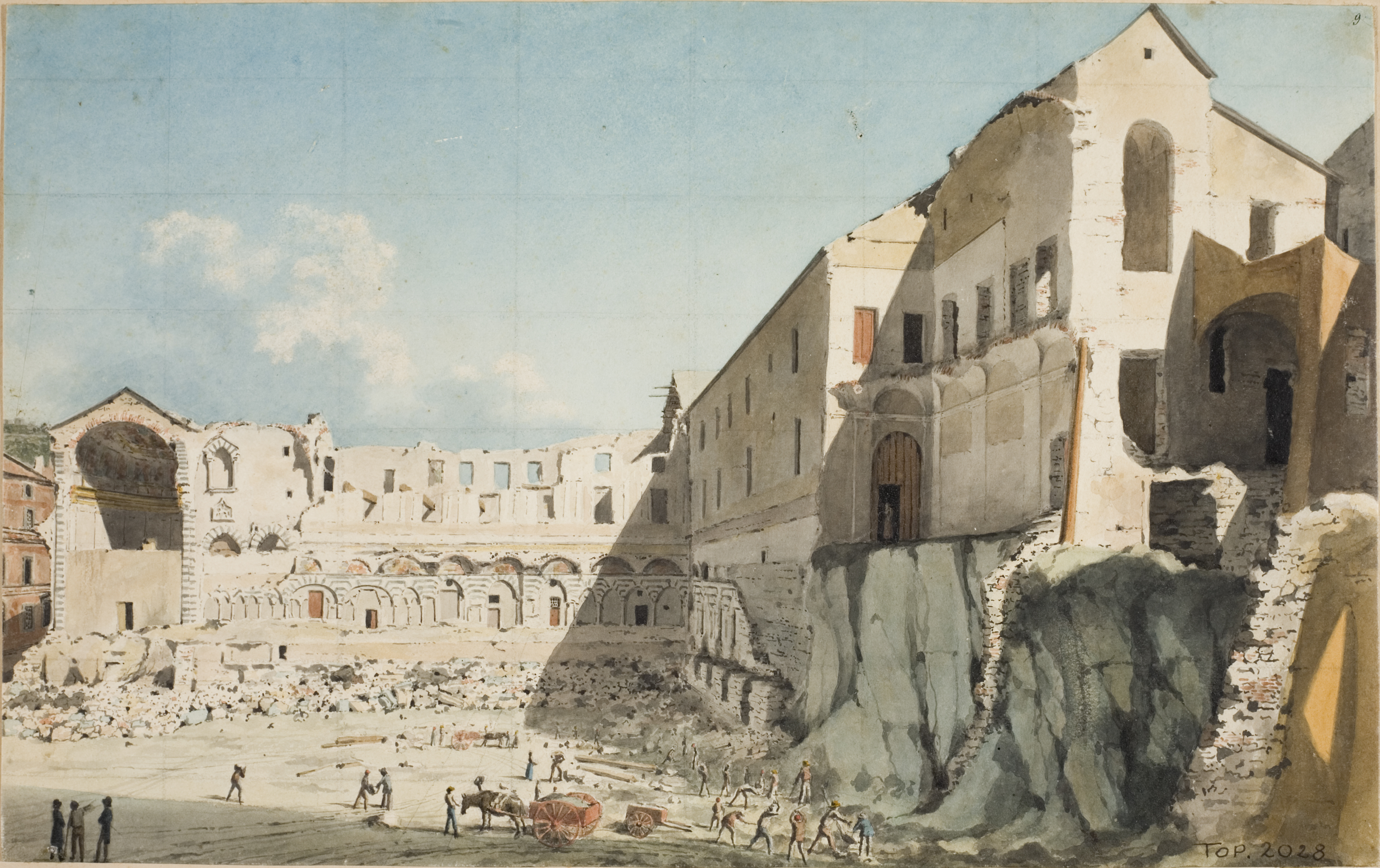
Il cantiere per la demolizione della chiesa di San Domenico

Nell'area in cui sorge la piazza, anticamente vi era poco più di uno slargo di forma all'incirca triangolare che prendeva il nome dalla chiesa di San Domenico, demolita negli anni venti dell'Ottocento per fare spazio alla costruzione del monumentale Teatro Carlo Felice.
La piazza era racchiusa tra la chiesa dalla quale traeva il nome, l'annesso convento dei frati Domenicani, il palazzo Forcheri e altri palazzi che proseguivano sul lato meridionale di via Giulia. Al centro della piazza era collocato un barchile risalente al 1536.
A piazza San Domenico accedevano la suddetta via Giulia a oriente, via dei Sellai (poi via Cardinal Boetto), e a ponente via San Sebastiano, approssimativamente dove iniziano le odierne via Roma e vico della Casana. La maggior parte dell'attuale piazza era ancora occupata dalle case che sorgevano alle pendici e ai piedi del colle di Sant'Andrea, che sarebbe stato poi totalmente sbancato all'inizio del Novecento.

### L'Ottocento

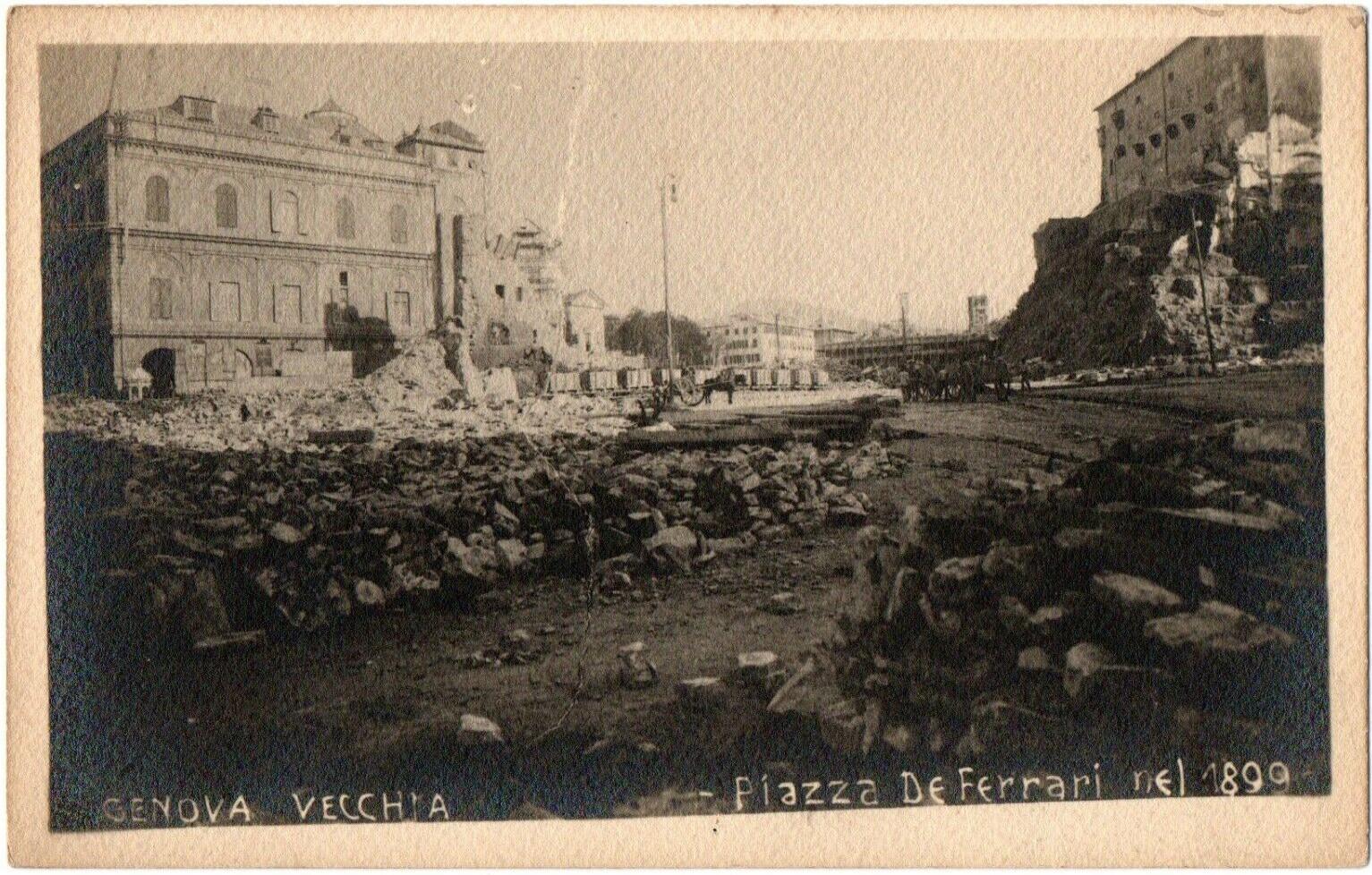
La costruzione di Piazza De Ferrari, nel 1899

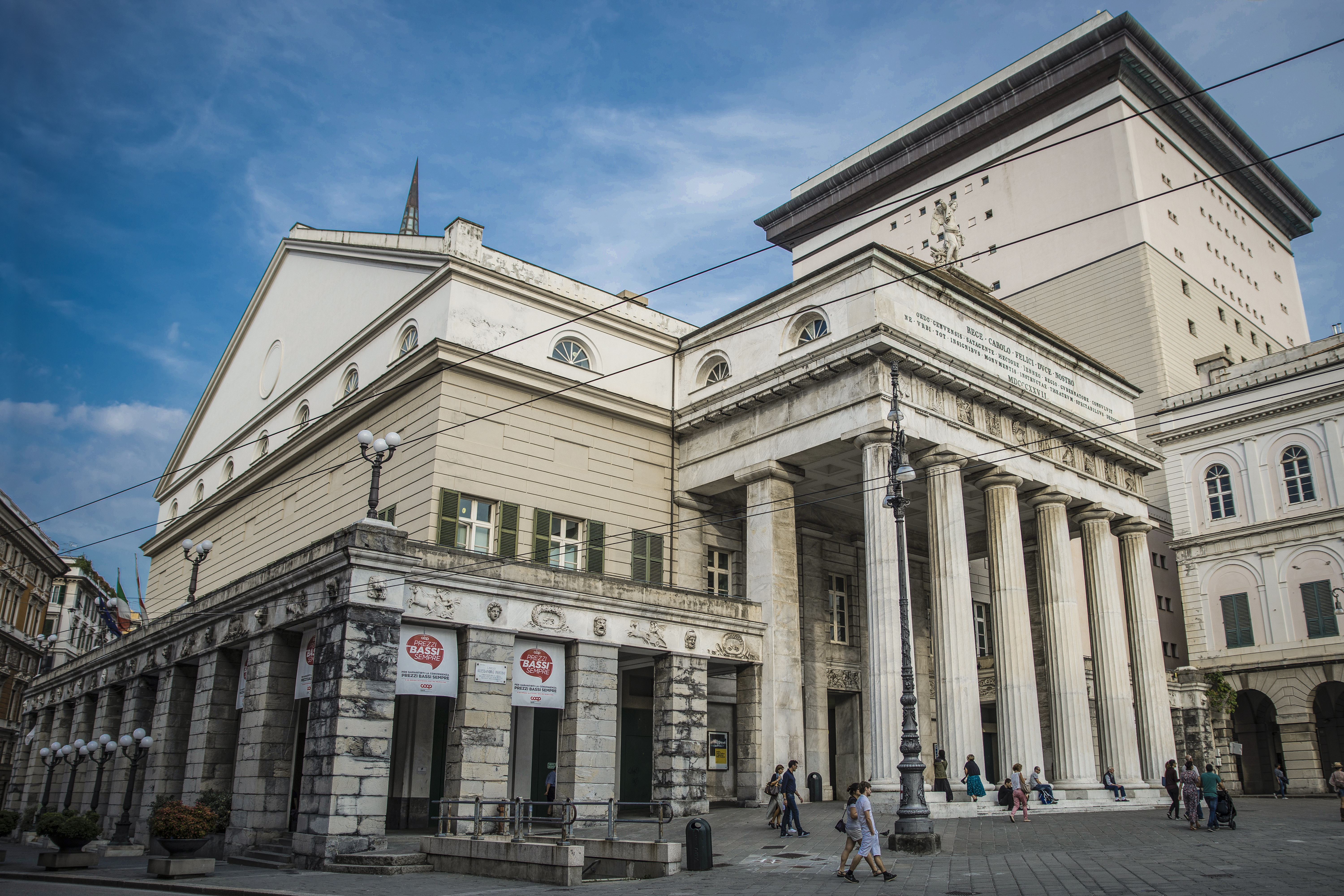
Il teatro Carlo Felice nel suo complesso

Dopo l'annessione dei territori della ex Repubblica Ligure al Regno di Sardegna stabilita nel 1814 dal Congresso di Vienna le autorità locali decisero di aprire un varco nel cuore del sestiere di Portoria, che facesse da snodo per la nuova viabilità cittadina tra ponente e levante, creando anche un grande spazio pubblico, destinato a divenire luogo di incontro sociale e culturale; proposero inoltre di costruire un teatro sul sito dell'ex complesso di San Domenico, chiuso nel 1797 per le leggi di soppressione degli ordini religiosi e trasformato in caserma (con la chiesa utilizzata come magazzino).
Il 2 giugno 1818 il re Vittorio Emanuele I autorizzava la sola demolizione della chiesa, negando inizialmente la demolizione della caserma sistemata nell'ex convento. Ma negli anni seguenti, con gli sviluppi urbanistici che venivano maturando, che avrebbero fatto dell'antica piazza San Domenico un punto cruciale della nuova viabilità cittadina, anche questo edificio sarebbe stato demolito.
La chiesa di San Domenico fu quindi demolita e sulla sua area fu costruito il teatro Carlo Felice, su progetto dell'architetto Carlo Barabino. I lavori, iniziati nel 1826, terminarono due anni più tardi; il teatro fu inaugurato il 7 aprile 1828.
In seguito venne progettata la costruzione di una nuova caserma sull'area dell'ex convento, ma poi l'idea fu accantonata e al suo posto fu costruito un edificio di due piani, completato nel 1831 e inaugurato il 28 aprile 1832, destinato a sede dell'Accademia Ligustica e della biblioteca Berio, consegnando così alla piazza il suo nuovo volto, sul lato nord-orientale.
Nel frattempo veniva realizzata una strada, inaugurata il 30 marzo 1828, che congiungeva il nuovo centro monumentale a "piazza delle Fontane Amorose" (piazza Fontane Marose), alla quale fu dato, come al vicino teatro, il nome del re Carlo Felice (poi via XXV Aprile). Questo intervento veniva a realizzare il collegamento, più volte auspicato fin dal XVII secolo, tra le vie della nobiltà cittadina, strada Balbi, strada Nuova (via Garibaldi) e strada Nuovissima (via Cairoli), con l'uscita orientale della città (strada Giulia). Pochi anni dopo fu aperta anche via S. Lorenzo per collegare la zona del porto con via dei Sellai e quindi con la stessa strada Giulia. I due percorsi si univano in piazza S. Domenico, ponendo le premesse per la creazione di un nuovo importante snodo viario e in prospettiva lo spostamento del centro cittadino dalla zona del porto a quest'area.
Nella seconda metà del secolo, dopo i numerosi interventi sulla viabilità la piazza assunse sempre più la funzione di fulcro della viabilità cittadina. Nel 1865 due progetti prevedevano il collegamento di via Assarotti a piazza S. Domenico. Nel 1868 si scelse un tracciato retto, progettato dall'ingegnere civico che prolungando la via raggiungesse la zona a ponente del teatro: via Roma, e la realizzazione di una strada parallela coperta: Galleria Mazzini. Il 10 Dicembre 1875, un anno prima della sua morte, fu deciso di intitolare la piazza a Raffaele De Ferrari; nel 1893 davanti al colonnato del teatro Carlo Felice venne inaugurato il monumento a Giuseppe Garibaldi, opera di Augusto Rivalta. Alla cerimonia di inaugurazione parteciparono numerose personalità, tra le quali Francesco Crispi, il generale Stefano Canzio e lo scrittore Anton Giulio Barrili.
Nel 1893 l'ingegnere Cesare Gamba presentò un progetto (poi approvato) per la realizzazione di un asse viario tra piazza San Domenico e porta Pila che prese nel 1896 il nome di via XX Settembre, in sostituzione dell'antica via Giulia, divenuta inadeguata al crescente traffico tra il centro cittadino e i quartieri della bassa Val Bisagno, inglobati nel comune di Genova nel 1874.
Fino agli ultimi anni dell'Ottocento nella piazza si teneva il mercato dei prodotti ortofrutticoli provenienti dalla Val Bisagno e dei fiori provenienti dalla Riviera, trasferito nel 1899 nel nuovo Mercato Orientale, costruito nella zona di levante di via XX Settembre.

### Il Novecento

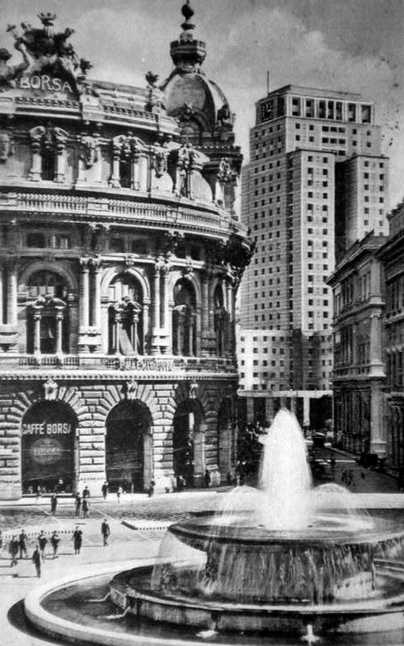
Piazza De Ferrari si apre su via Dante, l'arteria al termine della quale sorge il grattacielo Piacentini

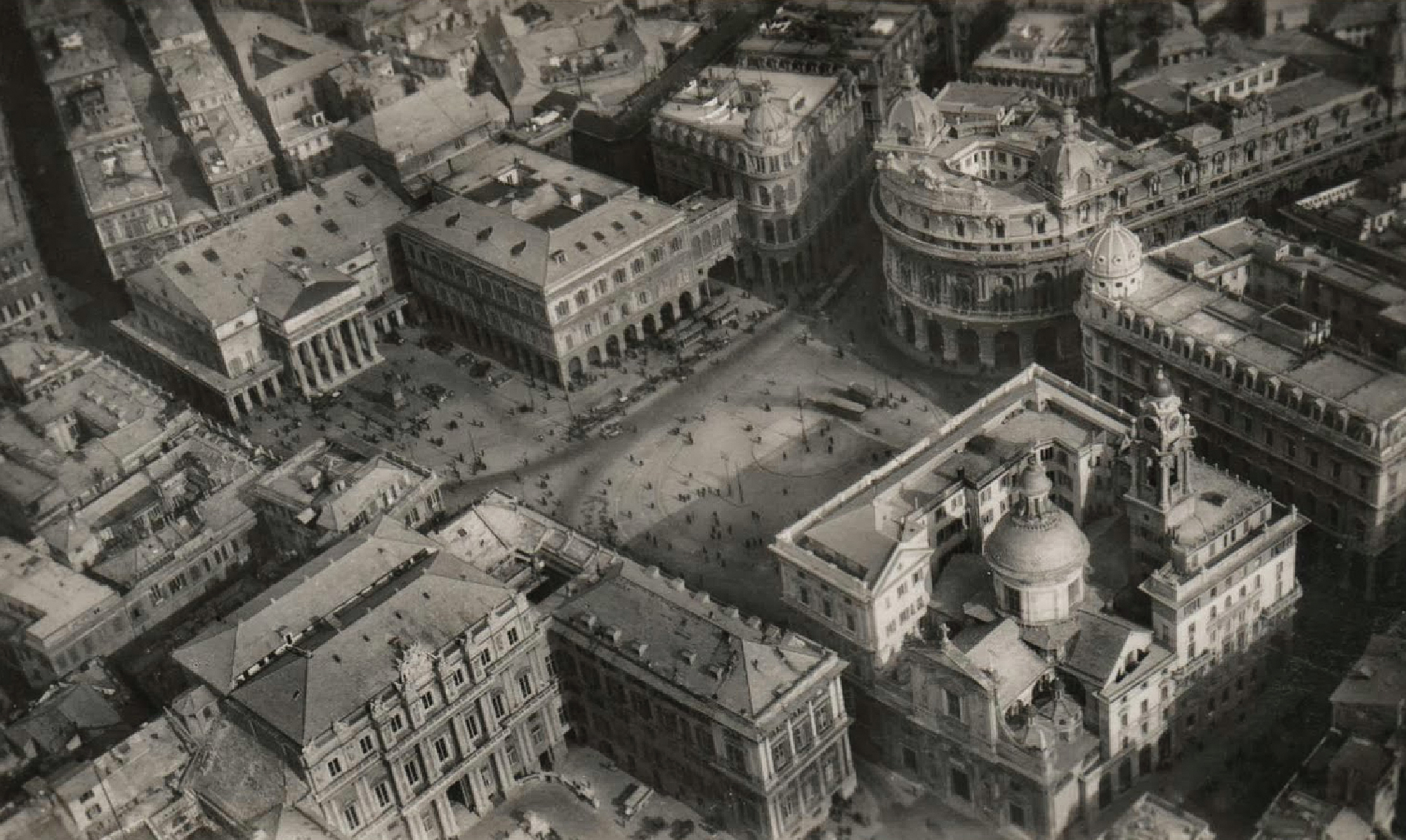
Una veduta aerea della piazza di pochi anni antecedente all'installazione della fontana, che avvenne nel 1936

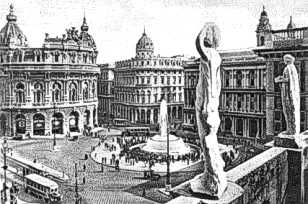
Piazza De Ferrari in una cartolina della prima metà del 1900: a sinistra il capolinea dei tramway, in alto a sinistra il Palazzo della Nuova Borsa, al centro la fontana

I lavori di ampliamento della piazza proseguirono nei primi decenni del Novecento quando l'attenzione si spostò sul lato sud-orientale, dove sopravvivevano il colle di Sant'Andrea e i palazzi sottostanti. Nel 1904 l'intero colle, sul quale sorgeva l'antica chiesa di Sant'Andrea con l'annesso convento, trasformato in carcere all'inizio dell'Ottocento, fu spianato, demolendo anche tutte le case che vi sorgevano e una parte delle "mura del Barbarossa", risalenti al 1155. Con questo intervento la piazza fu ampliata, sull'area già occupata dal colle a sud di via XX Settembre tra il 1904 e il 1915 furono aperte via Dante, che formando con la stessa un angolo di 45 gradi si dirigeva anch'essa verso levante, e via Petrarca.
Nel 1912 venne inaugurato il Palazzo della Nuova Borsa all'angolo fra via Dante e via XX Settembre, la cui tipica forma a semicerchio della facciata fu aggiunta in corso d'opera.
Nel 1914 vi era ancora un lato della piazza da rinnovare, quello accanto alla chiesa del Gesù. Su questo lotto fu realizzato, di fianco alla chiesa, il palazzo della Navigazione Generale Italiana, poi sede degli uffici di presidenza della Regione Liguria.
Il 24 aprile 1936 fu collocata al centro della piazza la celebre fontana. La grande vasca in bronzo, opera dell'architetto Giuseppe Crosa di Vergagni fu donata dall'ingegner Carlo Piaggio per celebrare l'entrata in guerra dell'Italia contro l'Abissinia.

#### La seconda guerra mondiale
Durante la seconda guerra mondiale, un bombardamento distrusse quasi completamente il teatro Carlo Felice; rimasero in piedi i muri perimetrali con la facciata neoclassica verso la piazza ma dell'interno poco o nulla si salvò. Il teatro, dopo un lungo dibattito, fu poi ricostruito tra il 1987 e il 1991.
Nei giorni precedenti il 25 aprile 1945 la piazza fu teatro di violenti scontri tra i partigiani e l'esercito tedesco; nei giorni seguenti la piazza fu testimone degli eventi legati alla liberazione, con la discesa dei partigiani dalle montagne per partecipare alla parata nella quale essi conducevano le truppe del generale Günter Meinhold, che proprio il 25 aprile si erano arresi al Comitato di Liberazione Nazionale della Liguria, rappresentato dal presidente Remo Scappini; fu questo l'unico caso in Italia nel quale l'esercito tedesco si arrese alle forze partigiane e non alle truppe alleate, non ancora giunte in città.

#### Il dopoguerra

La piazza nel 1985 sotto una delle rare nevicate invernali e con una fila di alberi a contorno della fontana

Nel dopoguerra, la piazza fu in varie occasioni al centro di manifestazioni di protesta. Questi eventi, pur nella loro drammaticità, diedero una dimostrazione della centralità e del rilievo sociale di questo grande spazio urbano.
La prima di queste fu, nel 1948, la grande manifestazione di protesta per l'attentato a Palmiro Togliatti.

#### Gli scontri del 30 giugno 1960
Il 30 giugno 1960 gran parte della cittadinanza si oppose allo svolgimento del congresso del Movimento Sociale Italiano autorizzato dal governo presieduto dal democristiano Fernando Tambroni, anche perché nell'occasione sarebbe intervenuto Carlo Emanuele Basile, già prefetto della provincia di Genova durante la Repubblica Sociale. Parte consistente delle dimostrazioni, molto violente, avvenne nella piazza.

### Anni duemila

#### Il G8 del luglio 2001

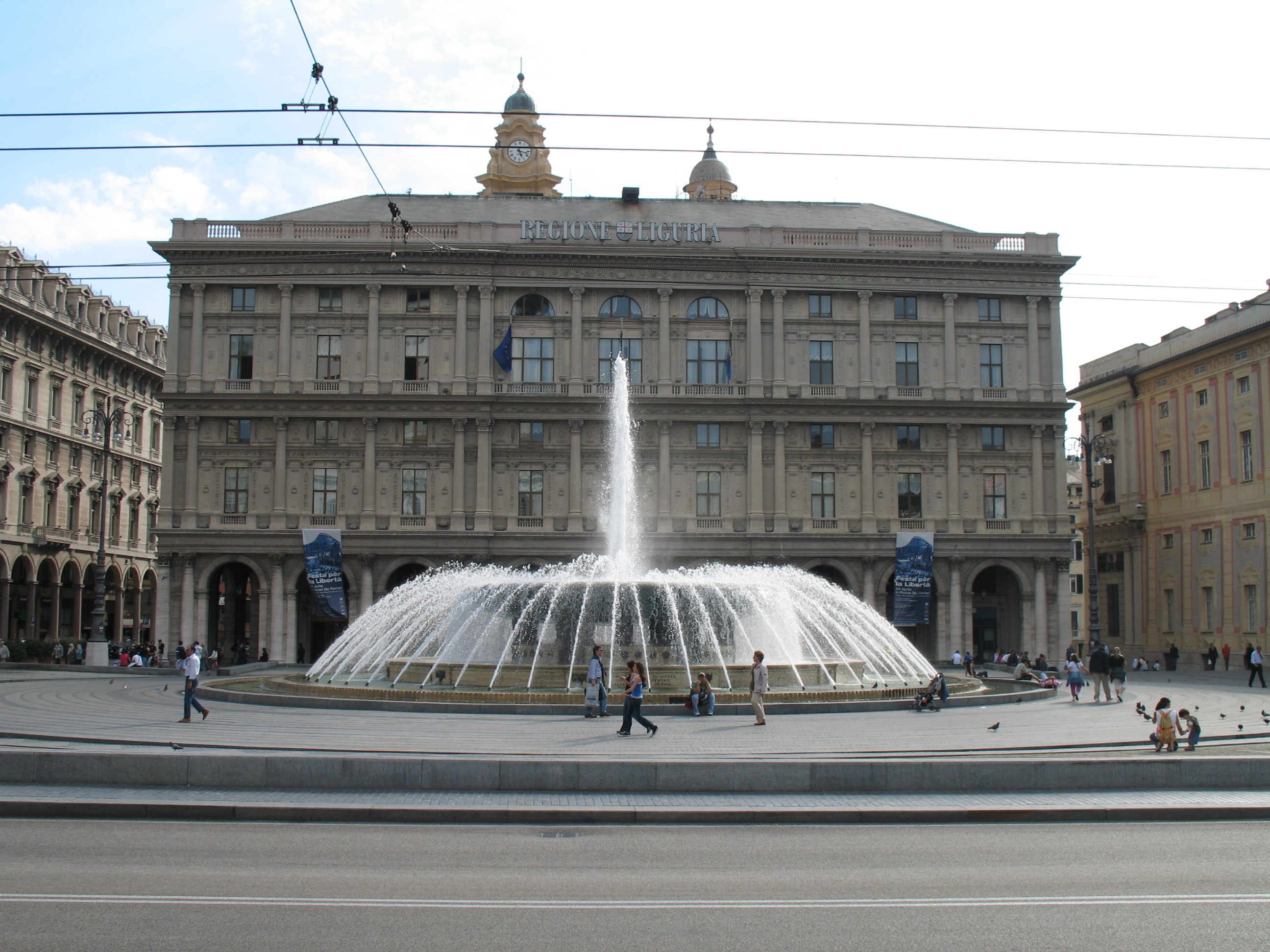
Piazza De Ferrari e Palazzo della Regione Liguria visti in vicinanza dell'omonima metropolitana

Punto centrale dell'inaccessibile zona rossa durante la riunione del G8 che si teneva in Palazzo Ducale, le aree prospicienti furono assediate dai manifestanti che tentarono invano di accedere alle zone interdette. In quella circostanza, essendo proibito l'accesso alla piazza, le manifestazioni di protesta si svolsero in altre aree della città e portarono ai tragici fatti di piazza Alimonda e della scuola Diaz.

#### Le ristrutturazioni a cavallo del nuovo millennio
La piazza ha riacquistato splendore architettonico dopo una massiccia operazione di ristrutturazione compiuta sulla fontana centrale, sulla pavimentazione stradale, sulle facciate degli edifici e sul Palazzo Ducale, in base ai progetti dell'urbanista tedesco Bernhard Winkler. Operazioni di restauro sono state condotte tra gli anni novanta e i primi anni duemila, una prima volta in occasione delle celebrazioni colombiane per il cinquecentenario della scoperta dell'America, e poi, più sensibilmente, in occasione della riunione dei G8 nel 2001 grazie anche a fondi europei. In quest'ultima occasione la piazza è stata ampiamente pedonalizzata e ripavimentata in lastricato. La fontana, in precedenza più volte ristrutturata, sempre però rispettando l'originale progetto del 1936, è stata arricchita da tre teorie di nuovi getti e una vasca supplementare.
In particolare, il progetto dell'architetto Winkler ha riguardato la pavimentazione e la fontana, oltre alla parziale chiusura al traffico. Inizialmente la piazza fu completamente chiusa al traffico, ma dopo poche settimane la circolazione fu di nuovo consentita ai soli mezzi pubblici su un lato, a causa del traffico intenso nelle vie circostanti. Nel dettaglio, questi sono stati gli interventi principali:
- Ripavimentazione dell'intera piazza con blocchi in pietra disposti in differenti composizioni.
- Installazione di tre fontane rettangolari, laterali a quella centrale, disposte a formare un quadrato su tre lati escluso quello verso Palazzo Ducale, e composte da 14 getti ciascuna zampillanti da terra.
- Potenziamento del getto centrale della fontana del Piaggio e aggiunta di 60 getti laterali a rientrare nella vasca centrale.
- Allargamento della fontana centrale con l'aggiunta di una terza vasca più bassa di raggio maggiore, collegata alla seconda con piccoli canali scavati intorno al bordo in pietra della vasca originale.
- Sistemazione, con rifacimento delle facciate e delle illuminazioni, dei principali palazzi circostanti e strade di immissione alla piazza.

Il 2005 ha visto l'apertura della stazione della metropolitana, di fronte all'ingresso del teatro Carlo Felice.
Dai primi anni 2000, a causa degli ingenti consumi d'acqua e delle infiltrazioni nella sottostante stazione della metropolitana, i nuovi getti a pavimento inaugurati nel 2001 sono stati più volte disattivati e talora anche coperti da manto erboso. I getti sono stati riattivati nel 2018 dopo una ristrutturazione completa del massetto sottostante e dell'impianto di riciclo dell'acqua.

## Architetture

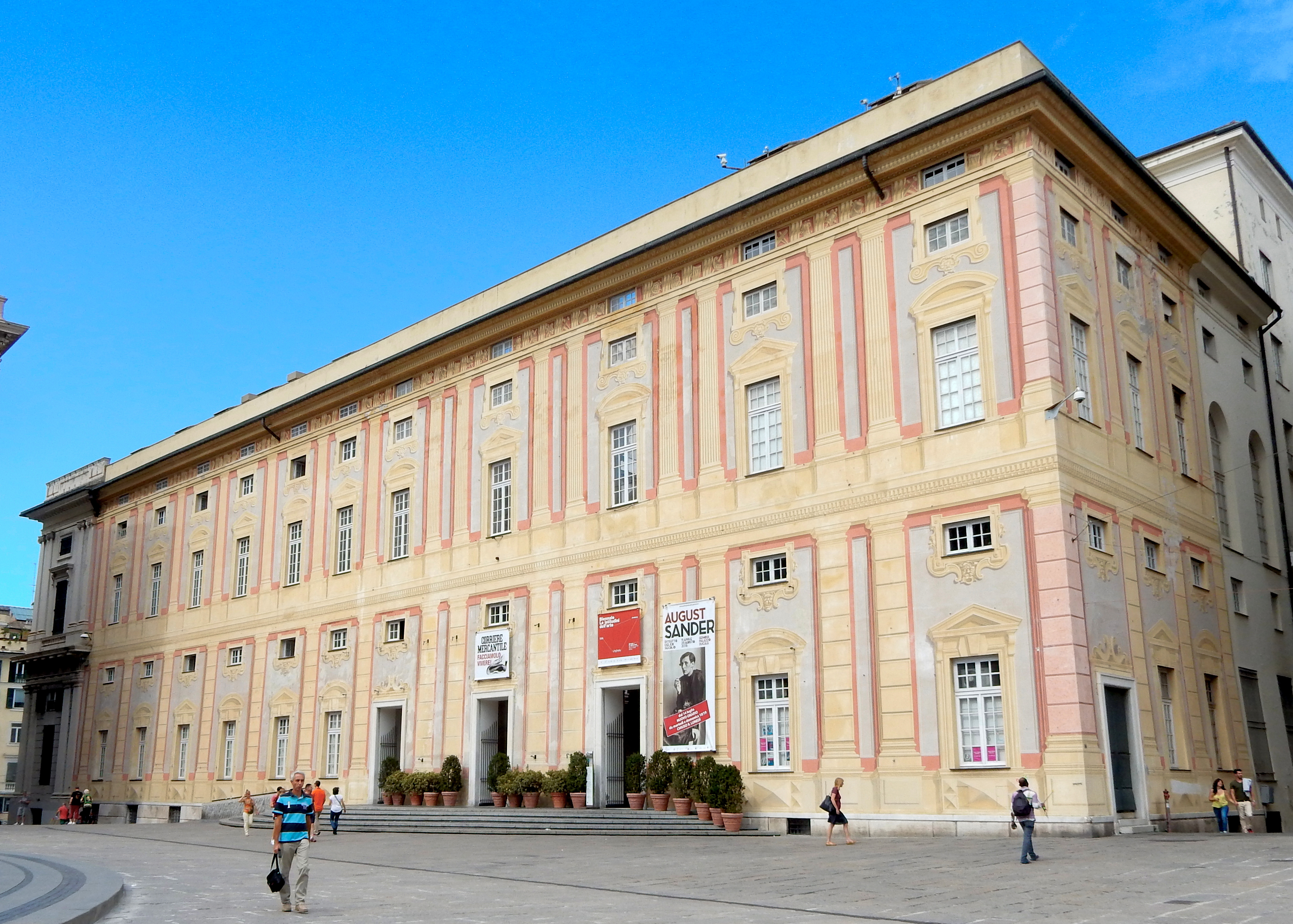
Facciata laterale di Palazzo Ducale
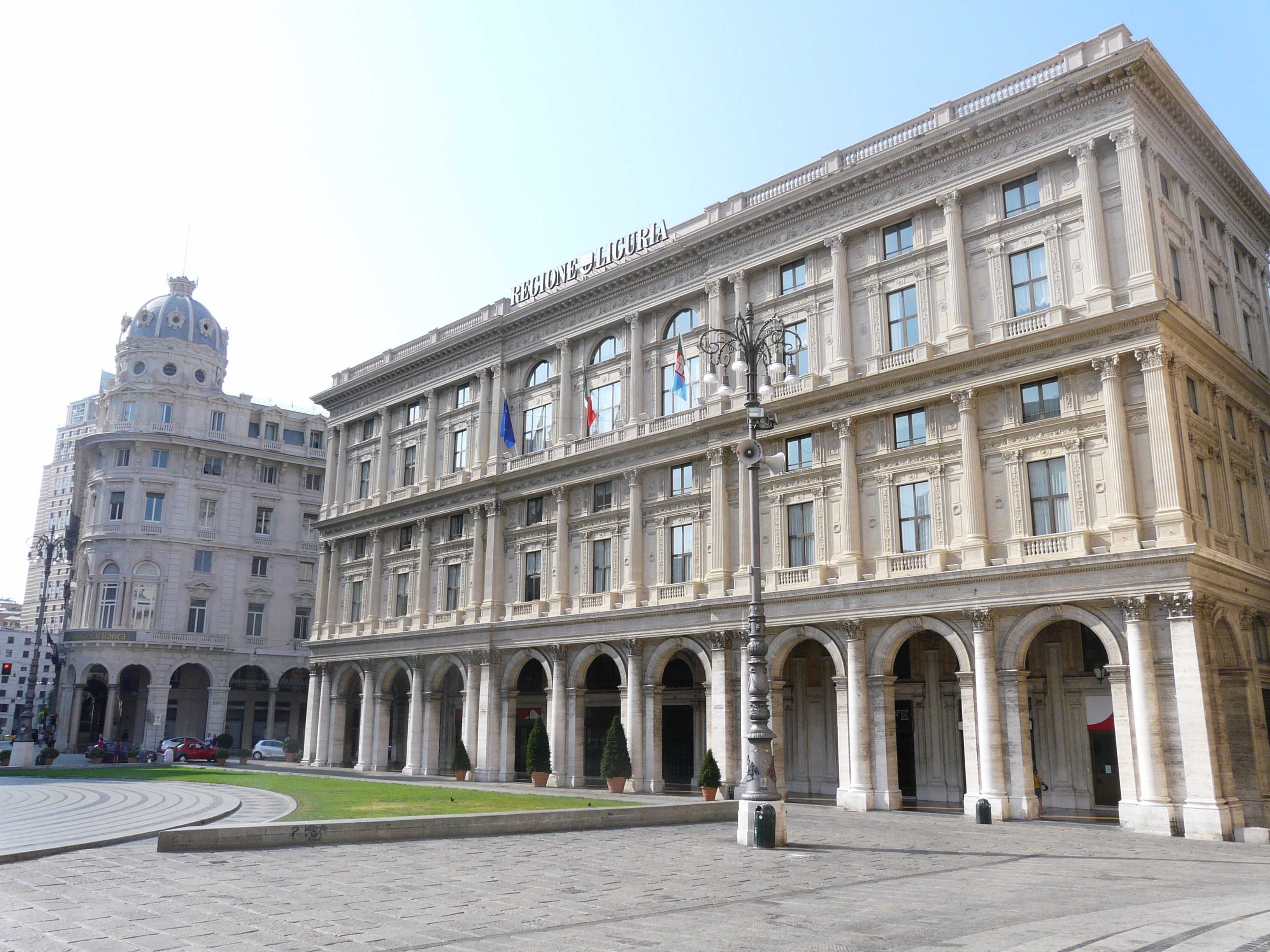
Palazzo della Regione Liguria
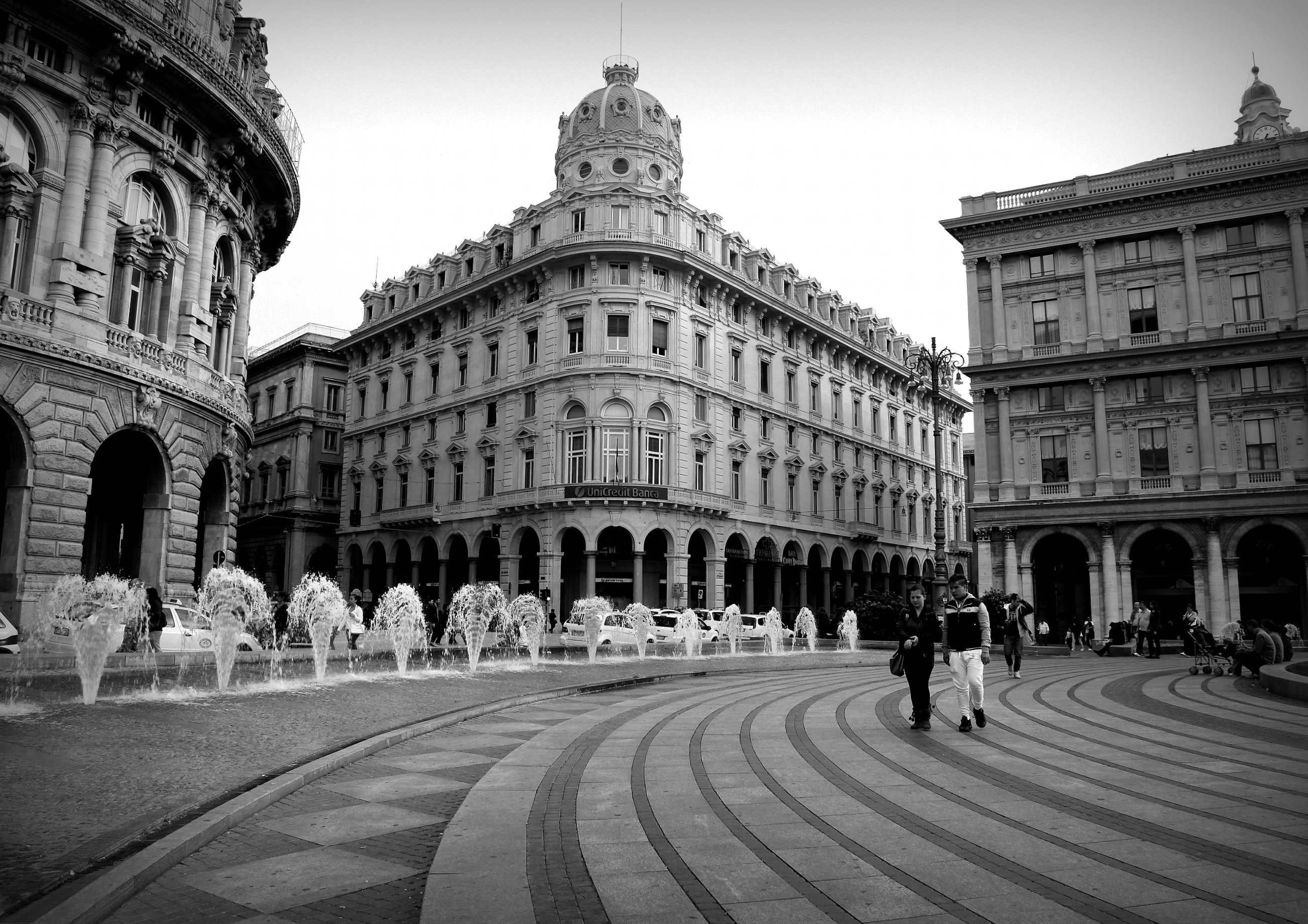
Palazzo del Credito Italiano
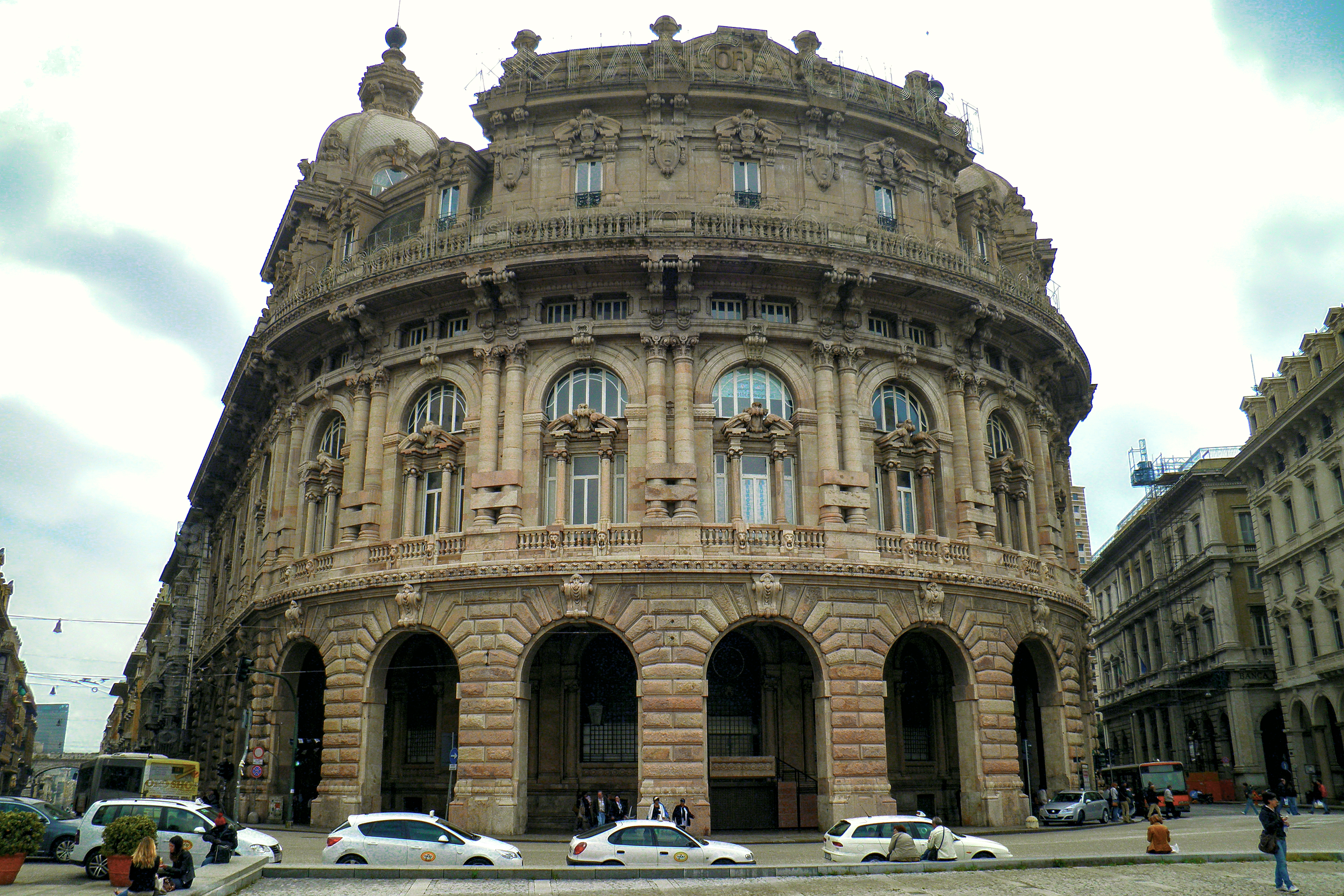
Palazzo della Borsa
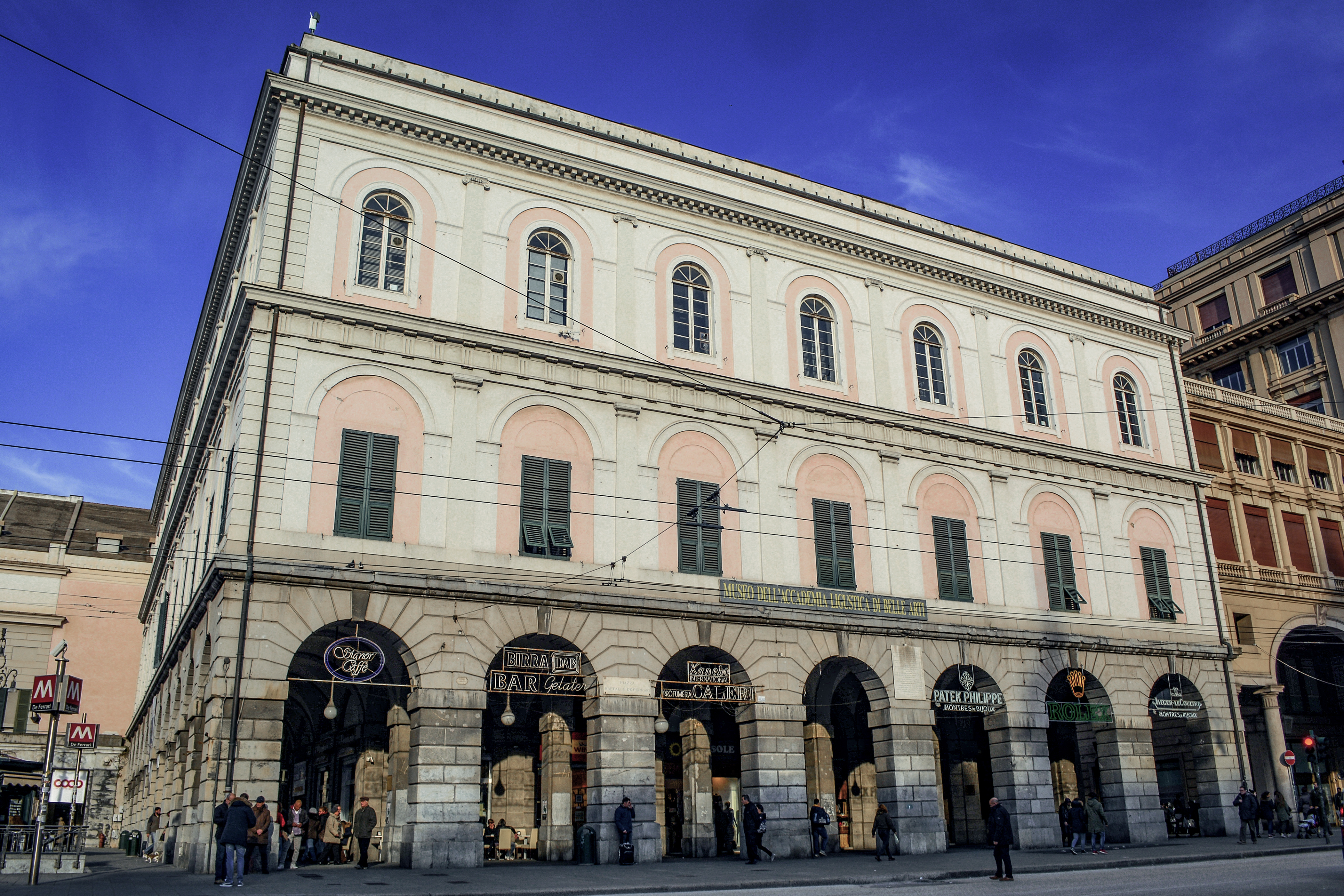
Palazzo dell'Accademia ligustica di belle arti
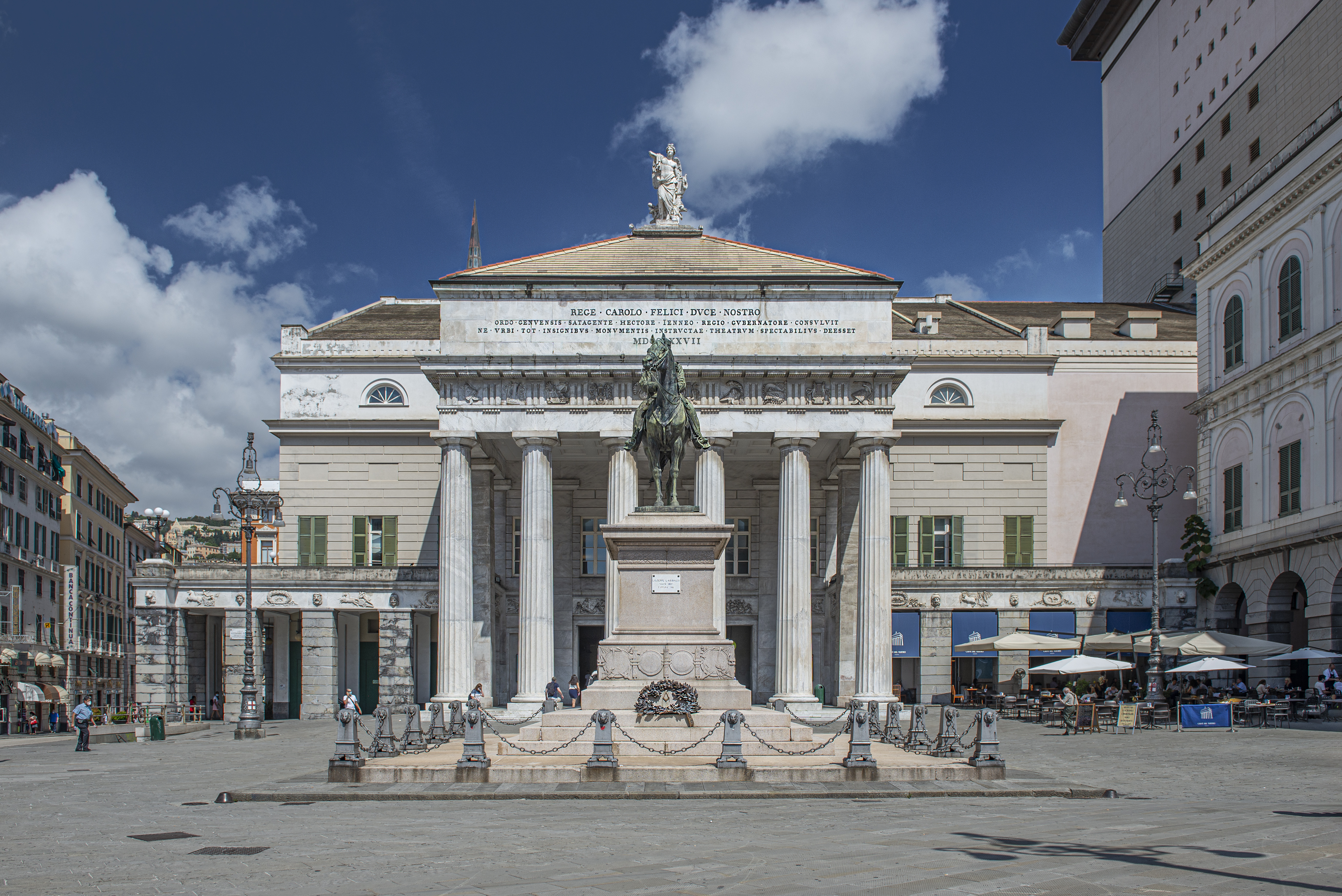
Teatro Carlo Felice
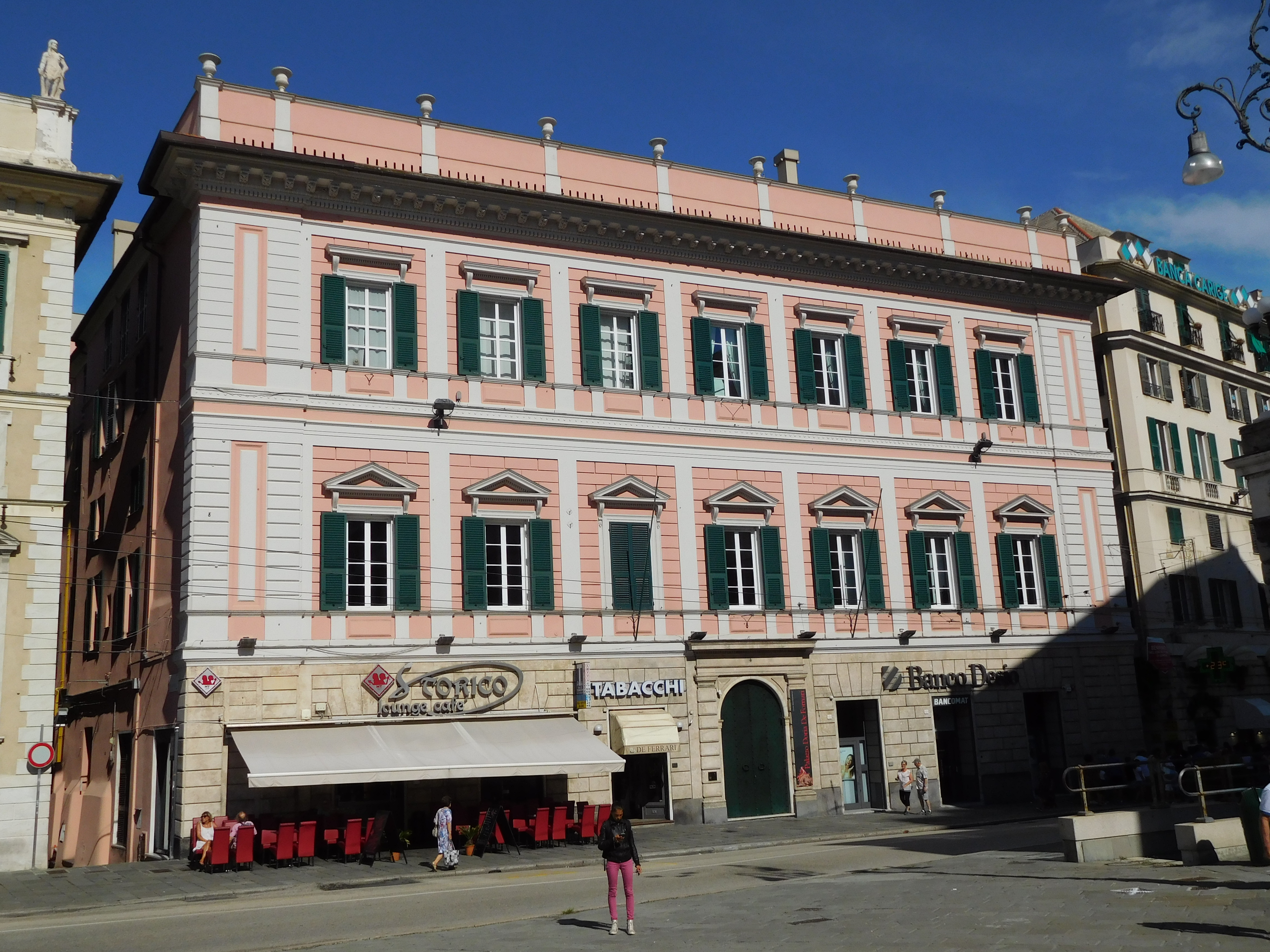
Palazzo Doria De Fornari
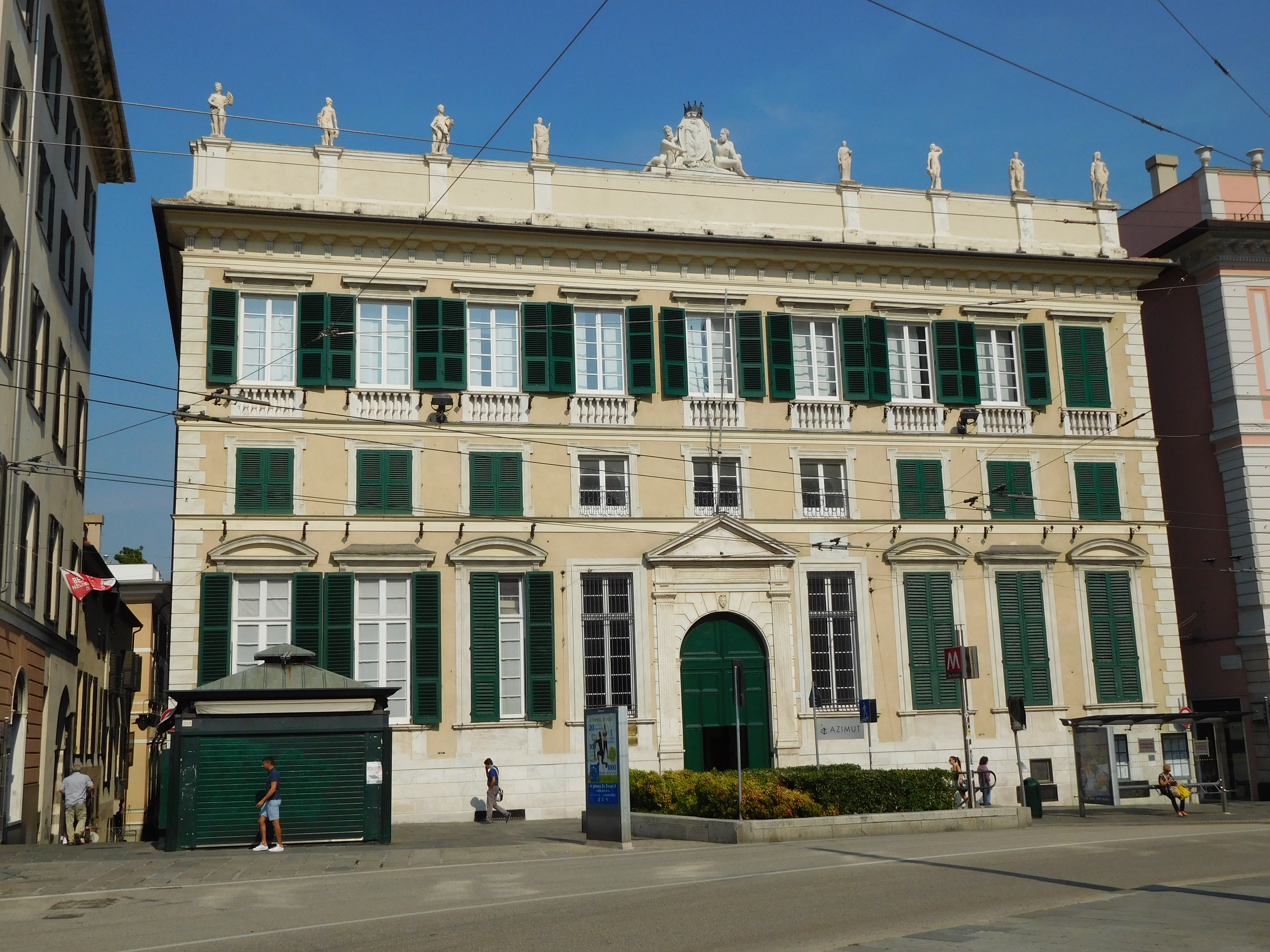
Palazzo Agostino Spinola
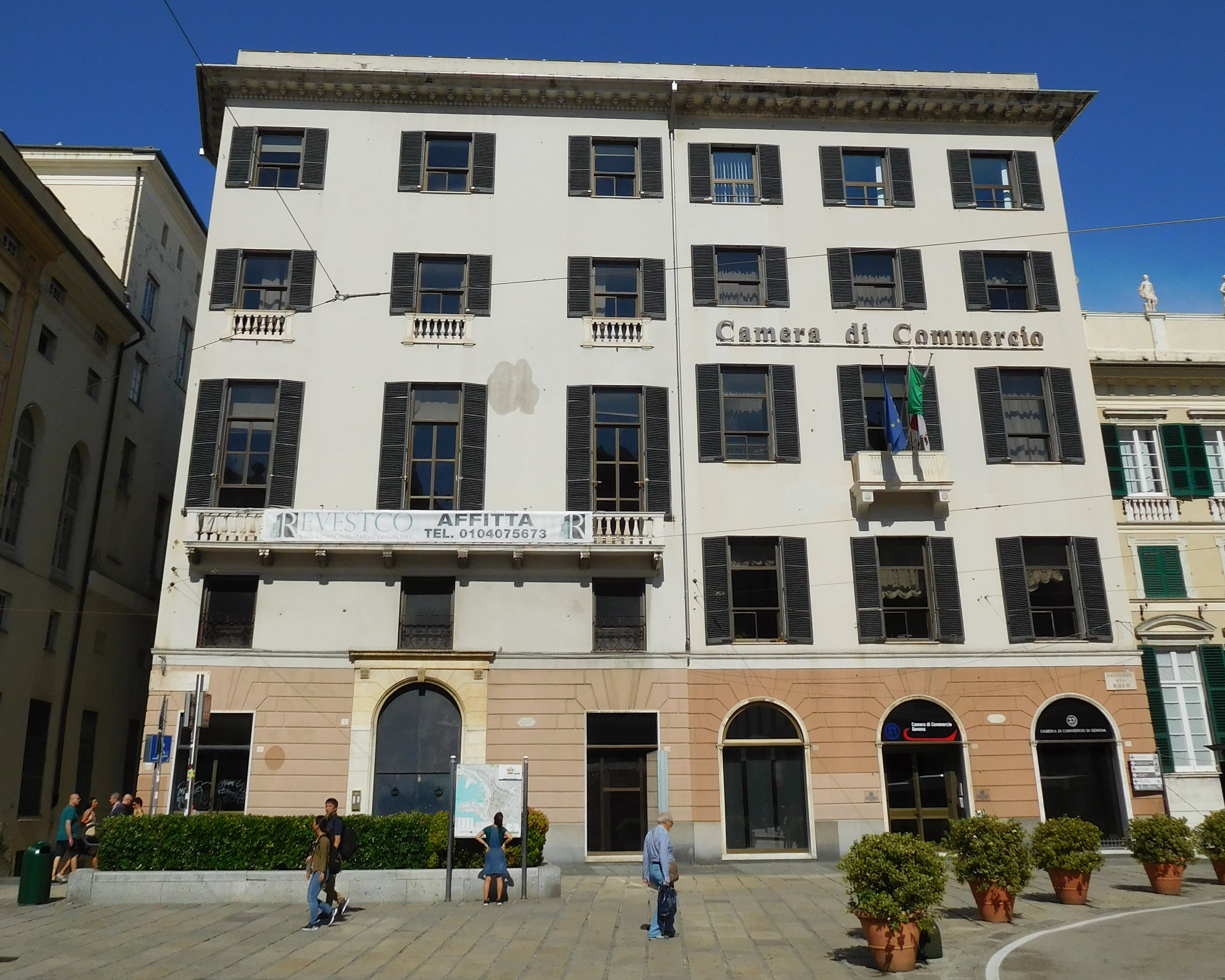
Palazzo Giulio Pallavicini

Su piazza De Ferrari si affacciano alcuni fra i più noti palazzi del centro genovese. Partendo dal Palazzo Ducale, posto sul lato sud della piazza, che presenta verso la piazza l'ingresso secondario (quello principale è su piazza Matteotti) e una facciata interamente decorata a trompe-l'œil, in senso antiorario si incontrano:
- Il Palazzo della Regione Liguria, già Palazzo della Società Italia di Navigazione (progettato da Cesare Gamba), edificato tra il 1912 e il 1923.[15]
- Il Palazzo del Credito Italiano (progettato da Giuseppe Tallero), edificato nel 1914, posto all'angolo tra le vie Dante e Petrarca.[2]
- Il Palazzo della Nuova Borsa (progettato da Dario Carbone[16]), edificato tra il 1907 e il 1912, decorato internamente da Adolfo Coppedè[17] (fratello di Gino Coppedè). Il palazzo aveva allora sostituito la Loggia di Banchi. Venuto meno il suo ruolo con l'avvento della borsa telematica, è adibito a sede di mostre nel magnifico salone delle contrattazioni in stile liberty. Situato all'angolo tra via XX Settembre e via Dante, occupa lo spazio dell'antico colle di S. Andrea. La ricchezza della decorazione in stile eclettico non incontrò, all'epoca della sua costruzione, il favore dei cittadini.[2][15][18][19]
- Il Palazzo dell'Accademia ligustica di belle arti (progettato da Carlo Barabino), edificato nel 1831, l'istituzione fondata nel 1741 qui si trasferì dopo l'edificazione del palazzo. Fino al 1998 vi aveva sede anche la Biblioteca Civica Berio.[20] I suoi portici collegano quelli del vicino teatro Carlo Felice a quelli di via XX Settembre. L'edificio fu gravemente danneggiato da bombardamenti nel 1942 e restaurato nel dopoguerra.[2]
- Il teatro Carlo Felice (progettato da Carlo Barabino), edificato nel 1828, con il suo pronao neoclassico. Fu quasi completamente distrutto dai bombardamenti della seconda guerra mondiale, e fu poi ricostruito dopo molti anni. Nel 1951 venne presentato da Paolo Antonio Chessa un primo progetto per la ricostruzione, poi un nuovo progetto di Carlo Scarpa nel 1977, ma dopo la sua morte si dovette attendere il progetto redatto da Aldo Rossi con Ignazio Gardella e altri; finalmente nel 1987 venne dato il via ai lavori e il teatro venne riconsegnato alla città nel 1991.[21] Dell'edificio originale è conservato solo il pronao neoclassico del Barabino.

Il lato nord-occidentale, che corrisponde all'antica piazza San Domenico e presenta sostanzialmente l'aspetto voluto dal Barabino, forma una rientranza con al centro il monumento equestre a Giuseppe Garibaldi, opera dello scultore Augusto Rivalta (1893), sulla quale si affacciano il teatro, il palazzo dell'Accademia Ligustica e, dalla parte opposta, due palazzi allineati con Palazzo Ducale, i più antichi fra quelli nella piazza, anche se rimaneggiati nell'Ottocento:
- Il Palazzo Doria De Fornari, costruito in epoca medievale per i Doria, fu rinnovato fra il Cinquecento e il Seicento e poi nuovamente, in particolare, nell'Ottocento, quando fu anche sede di un albergo di lusso.
- Il Palazzo Agostino Spinola, l'ultima testimonianza di un complesso di edifici appartenuti alla famiglia Doria. Il palazzo come si presenta attualmente nasce nel XVIII secolo dall'unione di tre distinti edifici risalenti al tardo Cinquecento. Una lapide ricorda che il palazzo dal 10 febbraio al 4 giugno 1800 fu sede del quartier generale di Massena durante il blocco di Genova da parte della flotta inglese. Nell'Ottocento divenne residenza del duca di Galliera, Raffaele De Ferrari, al quale è intitolata la piazza. Nel 1920 divenne proprietà del Banco di Roma. La facciata, coronata da otto statue allegoriche che fiancheggiano lo stemma della famiglia Brignole Sale De Ferrari, fu rifatta nel 1830 in stile neoclassico, probabilmente dal Barabino. All'interno sono conservati affreschi e dipinti di Paolo Gerolamo Brusco, G.B. Carlone, Lorenzo De Ferrari, Antonio Giolfi e Lazzaro Tavarone.[2][22]
- Il Palazzo Giulio Pallavicini, anch'esso derivato dall'accorpamento già in epoca tardomedioevale di due edifici della famiglia Doria, sorge accanto al Palazzo Ducale, dal quale lo divide salita del Fondaco. Nel corso dell'Ottocento passò più volte di proprietà; dal 1899 al 1989 fu la sede del quotidiano Il Secolo XIX. Poi il palazzo diventò parte degli uffici della Camera di Commercio di Genova.[2][15]

## Galleria d'immagini

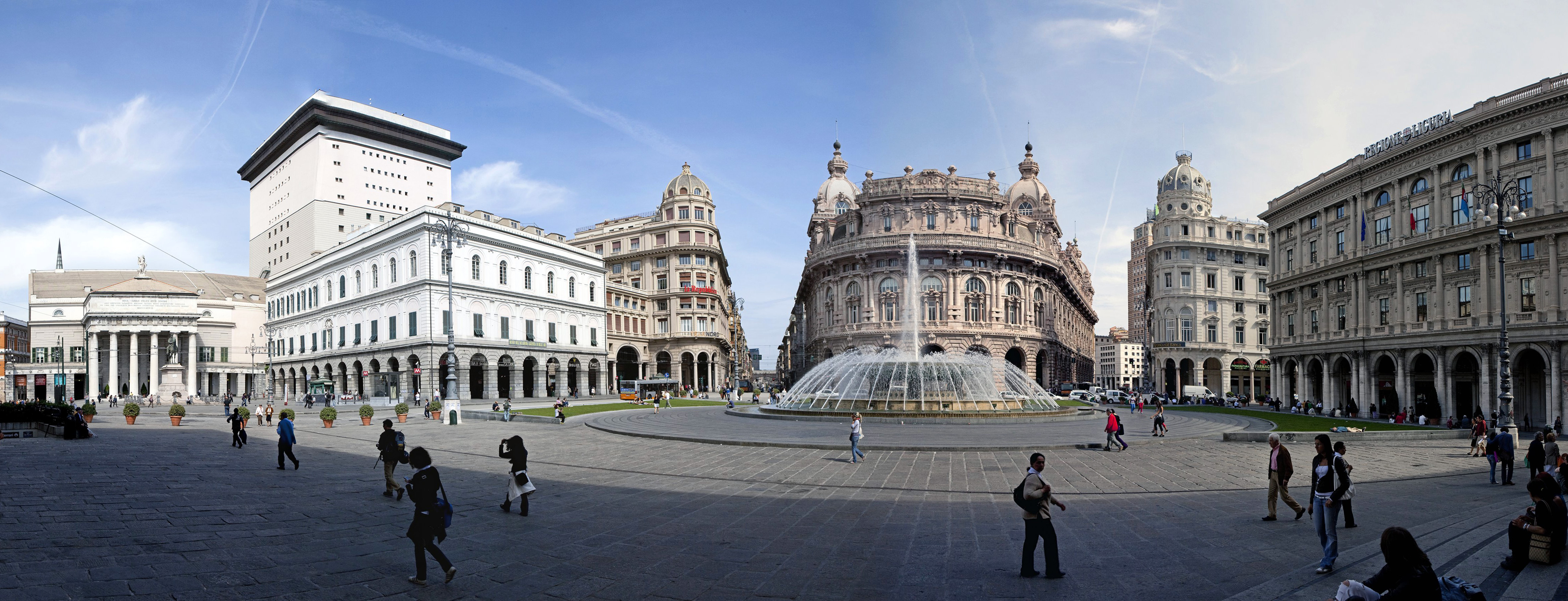
Panorama della piazza
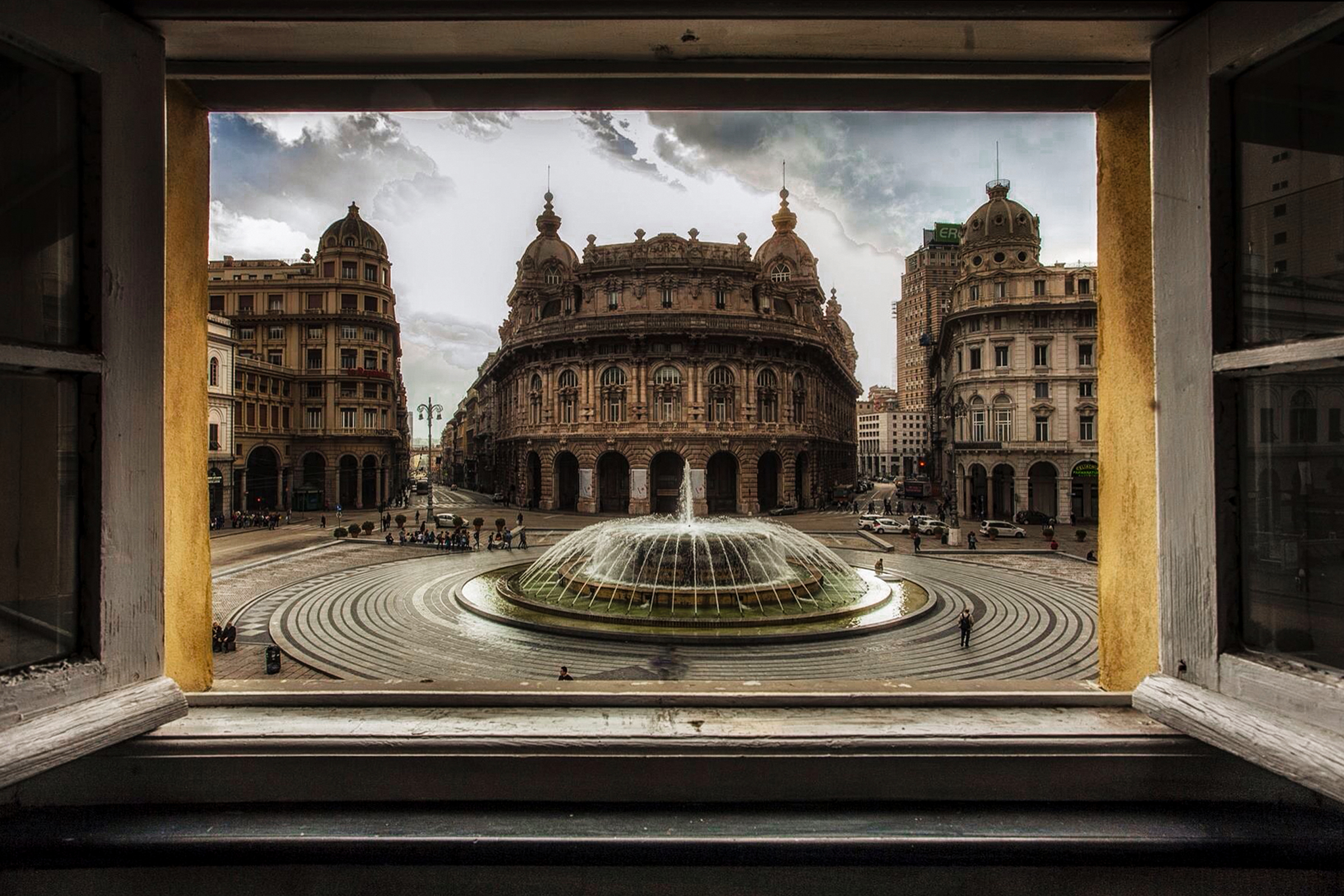
Piazza de Ferrari vista dall'interno di Palazzo Ducale
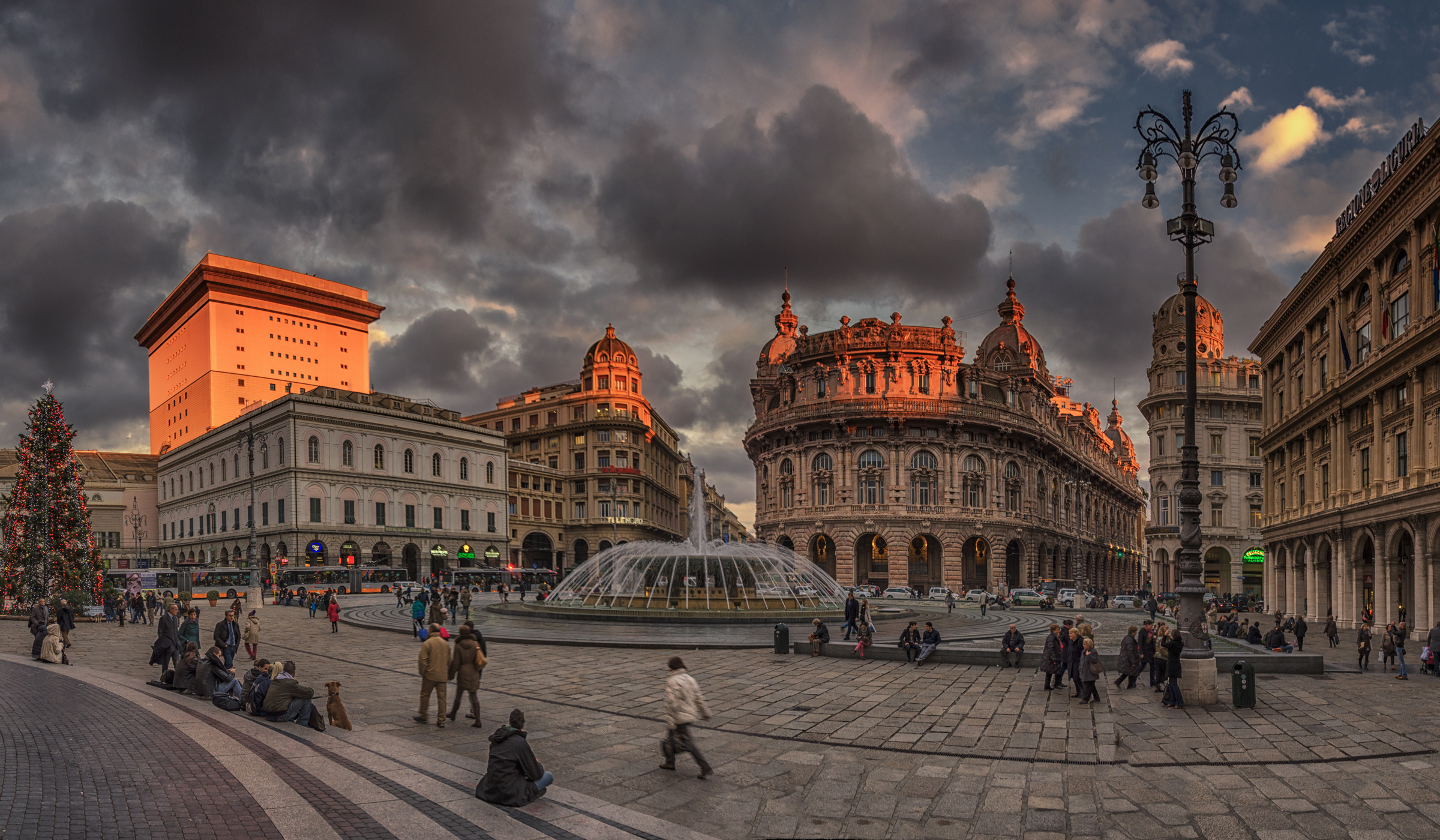
Un tramonto in Piaza De Ferrari
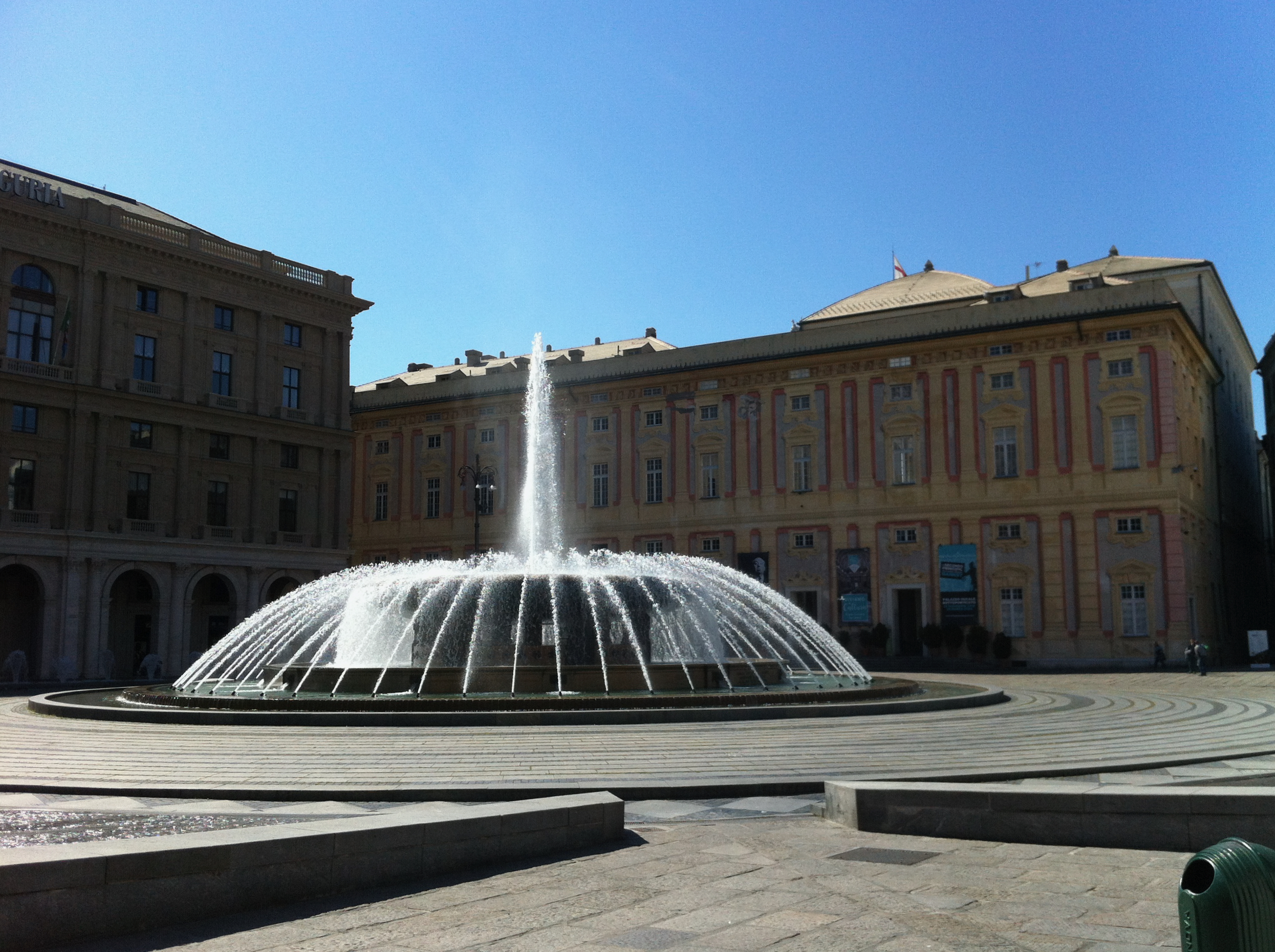
Piazza De Ferrari vuota, durante il lockdown 2020
La piazza in una fotografia notturna con una particolare serie di decorazioni luminose in occasione del Natale 1985
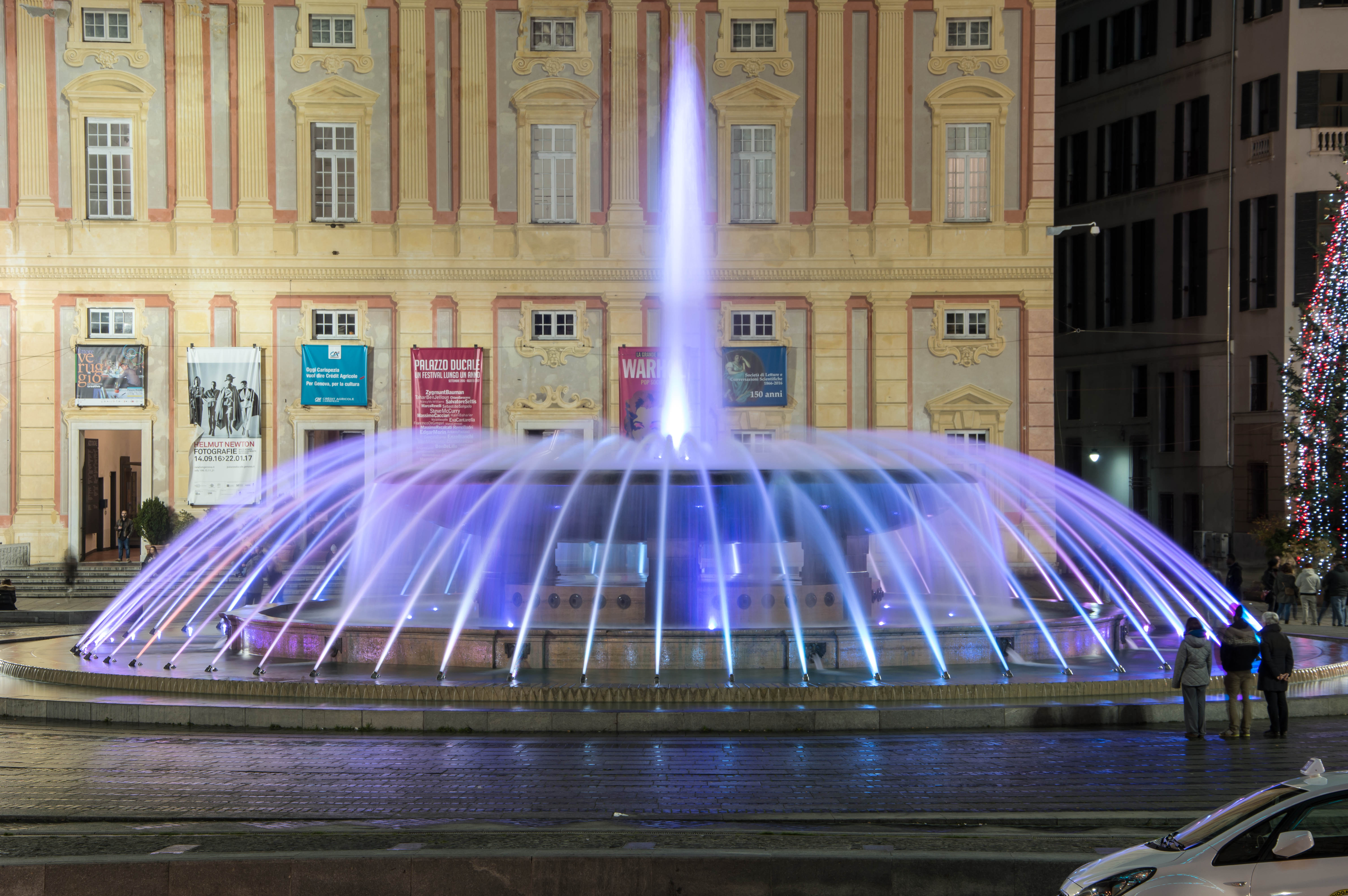
Veduta notturna della fontana
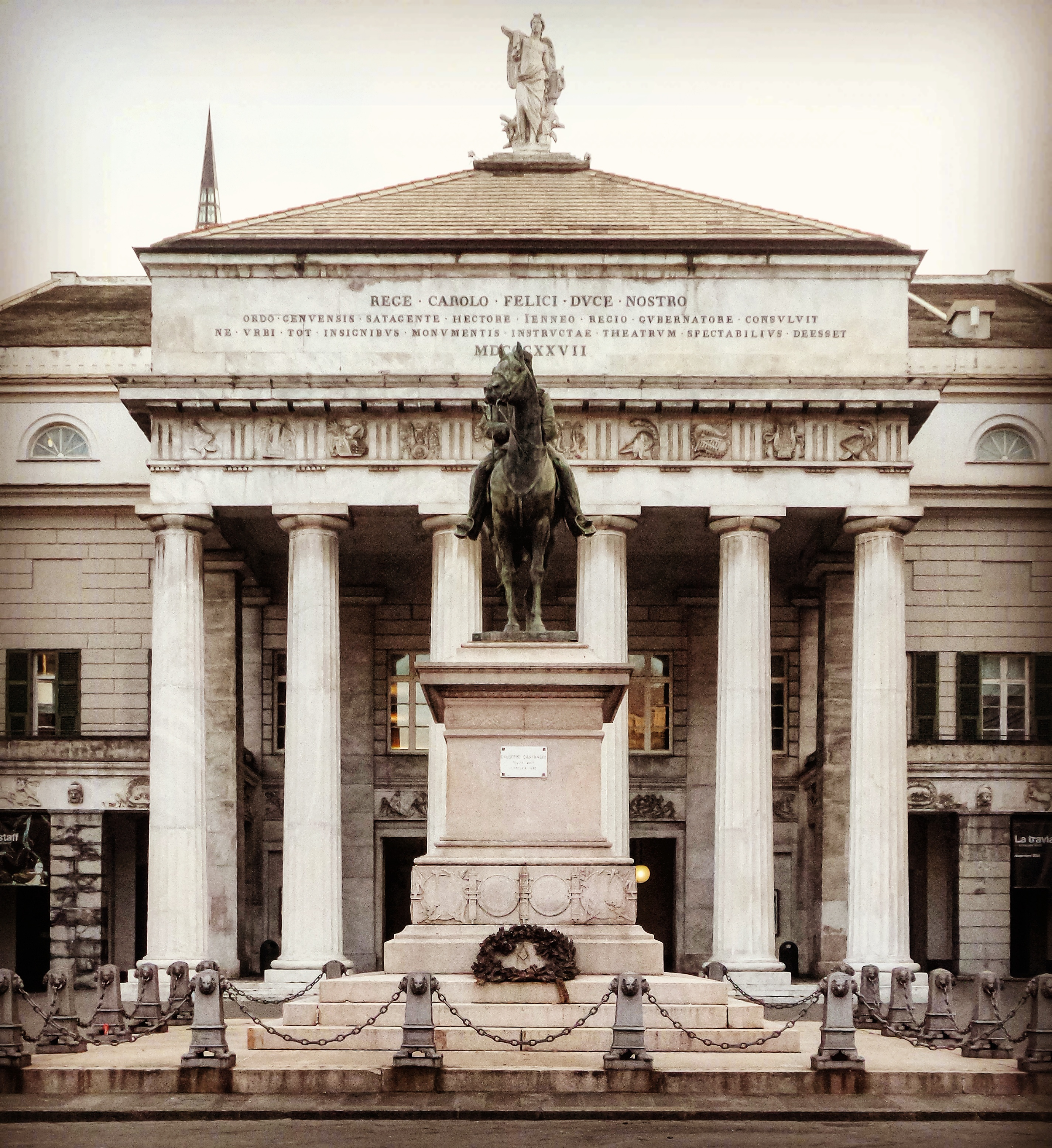
Pronao del Carlo Felice col monumento a Garibaldi
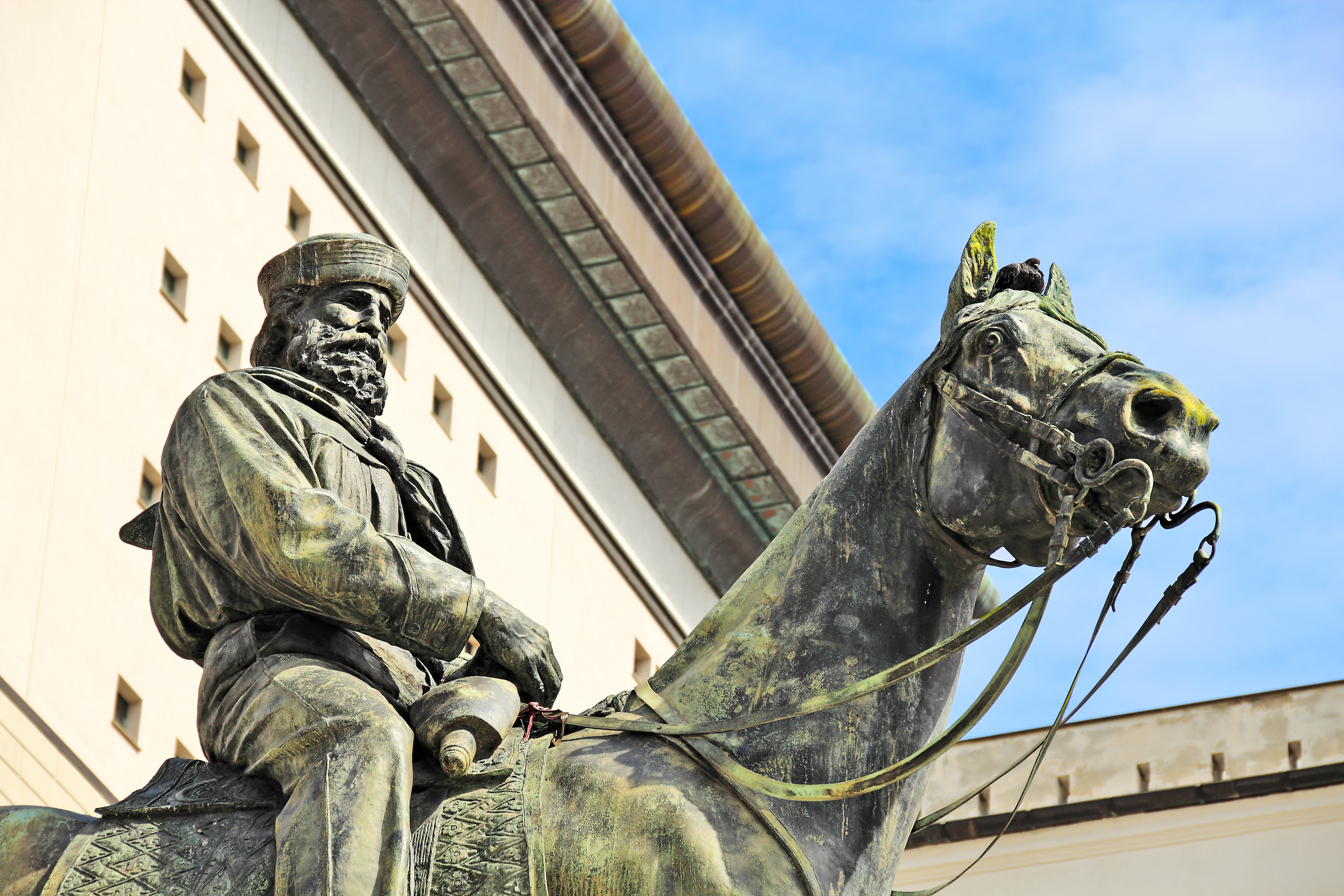
Un dettaglio del monumento a Garibaldi